# Evolucija
Evolucija (lat. evolutio, »razvoj, razvitak«) je naziv za proces zbog kojeg dolazi do promjena nasljednih osobina bioloških populacija tijekom velikog broja uzastopnih generacija. Nasljedne osobine određuju geni koji se od predaka prenose na potomstvo tijekom razmnožavanja. Unutar populacije organizama obično postoje razlike između jediniki kao posljedica mutacije, genske rekombinacije i drugih izvora genskih varijacija. Evolucija se javlja kad evolucijski procesi poput prirodnog odabira (uključujući i spolni odabir) i genskog pomaka postepeno, tijekom duljeg razdoblja, dovode do toga da neke varijacije, odnosno karakteristike jedinki, postaju češće ili rjeđe unutar neke populacije. Evolucijski procesi dovode do bioraznolikosti na svakom stupnju biološke organizacije, uključujući stupnjeve vrsta, individualnih organizama i molekula.
Neprestano formiranje novih vrsta (specijacija), promjene unutar vrsta (anageneza) i nestanak vrsta (izumiranje) tijekom cijele evolucijske povijesti života na Zemlji obilježeno je pojavom brojnih zajedničkih morfoloških i biokemijskih osobina organizama, uključujući i međusobno identične sekvence DNK. Ove zajedničke osobine su sličnije među vrstama koje dijele nedavnog zajedničkog pretka i mogu se koristiti kako bi rekonstruirali biološko "stablo života" zasnovano na evolucijskim poveznicama (filogenetika) koristeći kako postojeće žive vrste tako i fosile. Fosilni zapisi u sebi uključuju prikaz progresije u razvoju živoga svijeta od ranog biogenog grafita, preko fosila mikrobnih naslaga, do fosiliziranih višestaničnih organizama. Svi danas postojeći oblici bioraznolikosti su oblikovani procesima specijacije, ali i izumiranja.
Iako način djelovanja evolucije stvara privid svrhovitosti ili usmjerenosti ka cilju samog procesa prirodnog odabira koji naizgled ciljano stvara i prilagođava nužne osobine organizma funkcionalnoj ulozi koju obavljaju (telenomija), prethodni stavovi i razmišljanja o evoluciji, kao što su ortogeneza, evolucionizam te druge hipoteze o "prirodnom" smjeru evolucijskog procesa u smislu stalnog trenda uvećanja kompleksnosti živih organizama, postaju suvišne i više se ne smatraju znanstvenima.
Sredinom 19. stoljeća Charles Darwin je postavio znanstvenu Teoriju evolucije putem prirodnog odabira koju je objavio u svojoj knjizi Postanak vrsta (1859.) te ga zbog toga danas smatramo ocem kako Teorije o evoluciji tako i moderne biologije. Iako Teorija evolucije ne objašnjava kako je život nastao, u potpunosti objašnjava svu raznolikost života koju danas susrećemo i smatra se najvažnijom teorijom iz područja znanosti o životu na kojoj se temelje sva suvremena istraživanja i znanstvene spoznaje u biologiji. Iz temeljnih postulata teorije evolucije nužno proizlazi i teorija o zajedničkom porijeklu odnosno pretpostavlja postojanje posljednjeg univerzalnog zajedničkog pretka, životnog oblika koji je živio prije 3.5 - 3.8 milijardi godina i koji predak svim danas poznatim živim vrstama. Teoriju o univerzalnom zajedničkom porijeklu je također prvi formulirao Darwin.
Početkom 20. stoljeća moderna evolucijska sinteza je integrirala klasičnu genetiku Gregora Mendela s Darwinovom Teorijom evolucije putom prirodnog odabira kroz disciplinu populacijske genetike, a ključna važnost prirodnog odabira kao uzroka procesa evolucije je prihvaćena u svim granama biologije. Znanstvenici i dalje nastavljaju proučavati različite aspekte evolucijske biologije postavljajući i testirajući nove hipoteze, stvarajući nove matematičke modele teorijske biologije, kao i biološke teorije, koristeći empirijske podatke, te i dalje provode opsežne eksperimente na terenu i u laboratoriju kako bi proučili i opisali evolucijske procese i mehanizme. U suvremenoj znanosti četiri najčešće spominjana evolucijska mehanizma su su prirodan odabir (uključujući i spolni odabir), genski pomak, mutacije i genski tok. Mutacije i genetski tok uzrokuju varijacije, a prirodni odabir i genski pomak ih probiru.
U smislu praktične primjene, naše razumijevanje evolucije je bilo ključno u razvoju brojnih novih znanstvenih disciplina kao i industrijskih polja primjene stečenih spoznaja o evoluciji, uključujući posebno poljoprivredu, ljudsku i veterinarsku medicinu, kao i znanost o životu uopće. Otkrića u evolucijskoj biologiji značajano su utjecala ne samo na tradicionalne znanstvene discipline na polju biologije nego i na druge akademske discipline, uključujući biološku antropologiju, evolucijsku psihologiju pa čak i na informacijske znanosti, a posebno na razvoj umjetne inteligencije i primjenu genetskih i općenito evolucijskih algoritama nastalih na principima Darwinove Teorije evolucije na rješavanje problema optimizacije u računalnim znanostima.

## Povijesni razvoj Teorije o evoluciji

### Rane ideje
U svakoj kulturi nailazimo na objašnjenje o postanku svijeta, živih stvorenja i ljudi. Tradicionalni judaizam i kršćanstvo objašnjavaju postanak živih bića i njihove prilagodbe okolišu, kao što su krila, škrge, ruke i cvjetovi, kroz djelovanje svemogućeg Boga. Filozofi antičke Grčke imali su svoje mitove o postanku. Anaksimandar je tvrdio da se životinje mogu transformirati iz jedne vrste u drugu, a Empedoklo je špekulirao da su životinje sastavljene kombiniranjem već postojećih dijelova.
Bliži modernim idejama o evoluciji bili su stavovi ranih crkvenih otaca, kao što su Grgur Nazijanski i Augustin, koji su smatrali da nisu baš sve vrste životinja i biljaka stvorene od Boga, nego su se neke od njih razvile iz drugih božjih kreacija. Međutim, njihovi motivi nisu bili biološkog već religijskog karaktera - naime, smatrali su da bi bilo nemoguće smjestiti baš sve žive vrste na korablju koju je sagradio Noa, pa su zaključili da su neke vrste zasigurno nastale nakon potopa.
Ideja kako se živa bića mogu mijenjati zbog prirodnih procesa od strane kršćanskih teologa srednjeg vijeka nije bila istraživana isključivo kao subjekt biologije, ali je, obično slučajno, ta mogućnost bila razmatrana od mnogih, uključujući Alberta Magnusa i njegovog učenika Tomu Akvinskog. Toma Akvinski je zaključio nakon detaljnog razmatranja i rasprave u krugu svojih crkrvenih suradnika da razvoj živih bića poput crva i muha iz nežive materije kao što je trulo meso nije inkompatibilan s kršćanskom vjerom i folozofijom. Međutim, ostavio je drugima da odrede da li se tako stvarno i dogodilo.

### Renesansa i prosvjetiteljstvo
Ideja napretka, a pogotovo vjerovanje u neograničen napredak ljudskog bića je bilo centralno vjerovanje prosvjetiteljstva 18. stoljeća, posebno u Francuskoj, među filozofima poput markiza Nicholasa de Condorceta i Denisa Diderota, kao i među znanstvenicima poput vojvode od Buffona, Georges-Louisa Leclerca. Međutim, vjera u napredak nije nužno vodila ka razvoju teorije o evoluciji. Pierre-Louis Moreau de Maupertuis je predložio pojam spontanog nastanka i izumiranja živih bića kao dio svoje teorije o postanku, ali nije iznio ništa slično teoriji evolucije, ideji transformacije vrsta iz jedne u drugu putem poznatih prirodnih procesa. Buffon, jedan od najvećih naturalista svog vremena je razmatrao i odbacio ideju mogućeg porijekla različitih vrsta od zajedničkog pretka. Njegov zaklučak je bio da pošto novi organizmi nastaju spontano, iz organskih molekula, da može postojati onoliko životinja i biljaka koliko je mogućih spojeva tih istih organskih molekula.
Engleski doktor Erasmus Darwin, djed Charlesa Darwina, u svojem djelu Zoonomija: Zakoni organskog života nudio je neke špekulacije povezane s evolucijom, ali nisu bile naknadno razvijane te zbog toga nisu imale nikakav utjecaj na buduće teorije. Švedski botaničar Carolus Linnaeus, otac suvremene taksonomije, prvi je izradio hijerarhijski sustav klasifikacije biljaka i životinja koji se još uvijek koristi u moderniziranom obliku. Iako je osobno insistirao na nepromjenjivosti vrsta, njegov sustav klasifikacije je dao veliki doprinos prihvaćanju ideje o zajedničkom porijeklu vrsta.
Veliki francuski naturalist Jean-Baptiste de Monet Lamarck, u svojim razmišljanjima držao se ideja prosvjetiteljstva kako živi organizmi utjelovljuju napredak s čovjekom kao najsavršenijim primjerom takvog napretka. Iz te pozicije formulirao je na samom početku 19. stoljeća prvu jasnu teoriju evolucije. Prema njegovim shvaćanjima, organizmi su evoluirali kroz eone vremena iz nižih i jednostavnijih oblika u više i kompleksnije. Taj proces, kako je tvrdio, još uvijek traje i uvijek kulminira nastankom ljudskog bića. Kako se organizmi prilagođavaju svojem okolišu i stvaraju životne navike, nastaju modifikacije. Učestalo korištenje nekog organa ili anatomske strukture uzrokuje napredak i daljnji razvoj iste, dok njihovo zanemarivanje i nekorištenje dovodi do isčezavanja nepotrebnih anatomskih značajki. Karakteristike stečene korištenjem ili nekorištenjem, prema njegovoj teoriji, se nasljeđuju. T njegova temeljna pretpostavka, kasnije nazvana nasljeđivanje stečenih karakteristika ili skraćeno Lamarkizam, je u potpunosti pobijena tijekom 20. stoljeća. Iako njegova teorija nije izdržala teret kasnijih znanstvenih spoznaja, Lamarck je načinio važan doprinos postepenom prihvaćanju biološke evolucije i stimulirao mnoga kasnija istraživanja.

### Charles Darwin
Utemeljitelj moderne teorije o evoluciji je Charles Robert Darwin. Kako su njegov otac i djed bili doktori i on se upisao na studij medicine na sveučilištu u Edinburghu. Međutim, nakon dvije godine studiranja napustio je studije i otišao na sveučilište u Cambridgeu i pripremao se postati svećenik. Nije bio izvrsan student, ali je bio duboko zainteresiran za biologiju i povijest živog svijeta. 27. prosinca 1831., nekoliko mjeseci nakon što je diplomirao na Cambridgeu, u svojstvu prirodoslovca otplovio je brodom HMS Beagle na put oko svijeta koji je trajao do listopada 1836. Na tom putovanju Darwin je često bio u prilici izbivati s broda na dulje vrijeme i za vrijeme takvih dugačkih izleta prikupljati različite uzorke životinjskog i biljnog svijeta.
Otkriće fosilnih kostiju velikih izumrlih sisavaca u Argentini i proučavanje brojnih vrsta zeba na otočju Galápagos su događaji kojima se pripisuje Darwinov poseban interes za porijeklo vrsta. Godine 1859., nakon puno oklijevanja i nagovaranja od svog kolege prirodoslovca Alfreda Russela Wallacea, izdao je knjigu punog naziva "O postanku vrsta putem prirodnog odabira ili očuvanje boljih pasmina u borbi za opstanak", studiju koja je postavila teoriju evolucije i, što je još važnije, ulogu prirodnog odabira u određivanju tijeka evolutivnog procesa.
Darwin je svoju Teoriju evolucije putem putem prirodnog odabira temeljio na opažanju da živi svijet u pravilu proizvodi ukupno više potomstva nego što to potomstvo ima mogućnost preživljavanja. Proces evolucije prirodnim odabirom određuju poznate činjenice o populaciji: a) osobine variraju među jedinkama u smislu morfologije, fiziologije i ponašanja (fenotipska varijacija), b) različite varijacije uzrokuju različite stope preživljavanja i reprodukcije (diferencijalna prilagođenost) i c) osobine se mogu prenositi iz generacije u generaciju (nasljeđivanje sposobnosti preživljavanja). Zbog svega toga Darwin je zaključio da u svakoj novoj generaciji neke populacije nalazimo sve više jedinki potomaka onih roditelja koji su bolje prilagođeni i imaju veće šanse za preživljavanje i razmnožavanje u okolišu u kojem se proces prirodnog odabira odvija. Darwinova teorija prirodnog odabira najbolje je sažeta u samoj knjizi Postanak vrsta:
 "Kako se rađa puno više jedinki nego što ih uopće može preživjeti, u svakom pojedinom slučaju javlja se borba za preživljavanje, bilo između jedinki iste vrste, bilo između jedinki različitih vrsta, bilo kroz sučeljavanje s fizičkim životnim uslovima... Smije li se onda smatrati nevjerojatnim, vidjevši da su se varijacije korisne čovjeku nesumljivo dogodile, da bi se i druge varijacije, na neki način korisne svakom biću u velikoj i kompleksnoj borbi za život, trebale pojaviti tijekom tisuća generacija? Ako se pojave, smijemo li sumnjati (i dalje imajući na umu da se više jedinki rodi nego što ih uopće može preživjeti) da bi jedinke koje imaju bilo kakvu prednost, ma koliko malu, nad drugima, imale najveću šansu za opstanak i produljenje vlastite vrste? S druge strane, možda možemo biti sigurni da bilo koja varijacija, koja je i u najmanjem opsegu štetna, biva nemilosrdno uništena. To očuvanje povoljnih varijacija i odbacivanje štetnih varijacija ja zovem prirodnim odabirom."  – Charles Darwin
Darwin je zagovarao prirodan odabir prvenstveno kako bi objasnio prilagodljivu prirodu živih bića jer je ispravno shvatio prirodan odabir kao proces koji aktivno promiče ili podržava prilagodbe. Evolucijske promjene tijekom vremena i evolucijska diverzifikacija (povećanje broja živih vrsta) nisu izravni proizvod prirodnog odabira, ali oni često uslijede kao njegov nusproizvod, jer prirodni odabir potiče prilagodbu različitim okruženjima.
Darwin je izdao i mnoge druge knjige na temu evolucije, kao što je knjiga "Podrijetlo čovjeka i odabir ovisan o spolu", koja proširuje teoriju evolucije prirodnim odabirom na ljudsku evoluciju, ali njegovo najvažnije djelo, van svake sumnje, ostaje njegova revolucionarna prva knjiga koju danas skraćeno zovemo "Postanak vrsta".

### Reakcije na Darwinovo djelo i promišljanja o evoluciji do kraja stoljeća
Izdavanje knjige "Postanak vrsta" je izazvalo veliko uzbuđenje u javnosti. Znanstvenici, političari, svećenici i drugi poznati ljudi svih zanimanja su raspravljali o Darwinovoj knjizi, braneći ili napadajući njegove ideje. Najistaknutiji sudionik kontroverznih rasprava neposredno nakon objave knjige bio je engleski biolog T. H. Huxley kojega su tada prozvali "Darwinov buldog". Huxley je žestoko branio teoriju evolucije u svojim artikuliranim, ali ponekad i zajedljivim javnim izlaganjima kao i u brojnim člancima koje je napisao u znak potpore Darwinu i njegovoj teoriji. Teorija evolucije prirodnim odabirom bila je omiljena tema društvenih događanja tijekom čitavih 1860-tih pa i kasnije, ali su se oko nje povele i ozbiljne znanstvene rasprave i izrodile mnoge kontroverze, prvo u Britaniji pa na kontinentu te naposljetku i u SAD.
Suvremenik Darwina, engleski filozof s velikim utjecajem u drugoj polovici 19. i početkom 20. stoljeća, bio je i Herbert Spencer (1820. – 1903.). Spencer je prihvatio Darwinovu biološku teoriju i dao joj filozofski i društveni značaj. Postao je uporan promicatelj ideje evolucije koju je obilato koristio u svojim znanstvenim špekulacijama iz područja metafizike i društvenih znanosti. Njegove ideje su imale i određene negativne posljedice za ispravno shvaćanje i prihvaćanje Darwinove biološke teorije o evoluciji prirodnim odabirom. Osobno je popularizirao niz slogana poput onog najpoznatijeg "Najjači preživljavaju" (Survival of the fittest), kojeg je čak i Darwin preuzeo u kasnijim izdanjima Postanka vrsta. Unatoč tome Darwin je bio jako kritičan prema Spencerovom pristupu njegovoj teoriji pa je napisao:
 "Njegov način dedukcijskog pristupa bilo kojoj temi u potpunosti je oprečan mojem načinu razmišljanja... Njegova fundamentalna poopćavanja (koja su od nekih ljudi po značaju svrstana uz Newtonove zakone!), usuđujem se reći, mogu biti vrlo vrijedna u društvenim i metafizičkim razmatranjima, ali su takve prirode da ja u njima ne vidim nikakvu znanstvenu korist."  – Charles Darwin
Najopasniji elementi promišljanja Spencera i drugih srodnih filozofa su bile grube nadogradnje značaja Darwinovog izvorno biološkog termina "borba za preživljavanje" te primjene istih na područja ekonomije i društvenih znanosti, pristup koji danas nazivamo društvenim darvinizmom.
Darvinizmu su se do kraja 19. stoljeća suprotstavljale alternativne teorije evolucije temeljene na ranijim teorijama. Naime, na temelju lamarkizma razvio se cijeli niz idealističkih mehanicističkih, tzv. neolamarkističkih hipoteza, koje se mogu svrstati u dvije skupine: psiholamarkizam i mehano-lamarkizam. Psiho-lamarkizam je utemeljio 1871. Edward Drinker Cope i po njemu je glavni pokretač evolucije psihička energija, koja se kod nižih životinja očituje u "nastojanju pod utjecajem nužde", kod viših životinja u "izboru", a kod razumnih životinja u "svjesnom izboru". Mehano-lamarkizam se razvio na osnovi nazora Herberta Spencera, koji je evoluciju organizama tumačio prijelazom tvari iz jednoličnog i indiferentnog stanja u raznoliko i diferencirano stanje. U skupinu mehano-lamarkističkih strujanja ulazi i teorija Theodora Eimera (1843. – 1898.), poznata pod imenom Eimerova ortogeneza. Po toj teoriji evolucijski proces ima sam po sebi točno određen smjer (tzv. usmjerena evolucija).
Osnovna su pitanja po kojima se darvinizam i lamarkizam razilaze pitanje nasljeđivanja stečenih svojstava i problem biološke svrhovitosti. Za lamarkiste je osnovno načelo evolucijskoga procesa neki teleološki postulat, "unutrašnja svrha", pa u svezi s time oni umanjuju ili sasvim ignoriraju ulogu prirodnog odabira, a to je po darvinizmu odlučujući faktor biološke evolucije.
Nasuprot različitim lamarkističkim smjerovima i hipotezama, koje podcjenjuju ili negiraju Darwinovo načelo prirodnog odabira, zoolog August Weismann ne priznaje nikakve druge faktore evolucije osim prirodnog odabira. Ta se teorija, nakon 1886. naziva neodarvinizam ili vajsmanizam. Weismann proširuje načelo prirodnog odabira i na procese koji se zbivaju u samom organizmu. On smatra da je nasljedna tvar ili zametna plazma sastavljena od niza nasljednih jedinica koje su okupljene u jezgri stanice. Najvažnije od njih bile bi posebne materijalne jedinice, "determinante", koje određuju svojstva pojedinih stanica. Determinante se mogu mijenjati i to pojedinačno, neovisno jedna o drugoj, tako da cijeli organizam postaje mozaik pojedinih svojstava. Na taj način Weismann svu raznolikost evolucijskoga procesa svodi na kombinaciju nasljednih elemenata.
Weismannove determinante prihvatio je botaničar Hugo de Vries i postavio svoju mutacijsku teoriju evolucije. Po toj teoriji organizmi se mijenjaju samo u iznenadnim, skokovitim promjenama (mutacijama), a one se javljaju neovisno o utjecaju okoliša. Te mutacije nenadano proizvode nove vrste, koje su odmah stalne. Dosta kasnije, u 20. stoljeću, Stephen Jay Gould i Niles Eldredge su na temelju novih znanstvenih spoznaja dali nov model naglih i skokovitih evolucijskih promjena koji su nazvali isprekidanom ravnotežom (engl. punctuated equilibria) ili punktualizmom, prema kojem se evolucijske promjene događaju iznenada, nakon dugotrajnog razdoblja stagnacije. Takve ideje se razlikuju od gradualizma, mišljenja da se evolucijski proces odvija postupno kroz dugo vrijeme, a koji je kroz povijest također imao svoje pobornike.
Osim navedenih, postoji još cijeli niz evolucionističkih hipoteza i smjerova. Sva su te struje dale poneki doprinos razvoju biologije, ali kao evolucijske teorije imaju uglavnom povijesno značenje.

### Moderna evolucijska sinteza
Najveća poteškoća s kojom se suočavala Darwinova evolucijska teorija bio je nedostatak adekvatne teorije nasljeđivanja, koja bi objasnila očuvanje varijacija na koje djeluje prirodni odabir tijekom niza generacija. Teorije o nasljeđivanju u Darwinovo vrijeme držale su da su karakteristike potomaka naprosto srednja vrijednost karakteristika njihovih roditelja, ali je i sam Darwin bio svjestan njihovih nedostataka – takve teorije nisu mogle objasniti očuvanje varijacija, zato što bi se, prema njima, razlike između potomaka prepolovile svakom novom generacijom, te bi se originalna varijacija brzo utopila u prosjeku već postojećih karakteristika. Međutim, "Kariku koja nedostaje" u Darwinovim argumentima vrlo brzo je objasnila Mendelova genetika.
Otprilike u isto vrijeme kada je objavljen Postanak vrsta, redovnik Gregor Mendel je započeo opsežnu seriju eksperimenata na grašku u vrtu svog samostana u Brünnu, u Austro-Ugarskoj (današnje Brno, Češka Republika). Ti eksperimenti i analiza njihovih rezultata i danas se uče kao primjer rigorozne primjene znanstvene metode. Mendelov članak pod nazivom Eksperimenti na hibridima biljaka, objavljen u časopisu prirodoslovnog društva u Brnu 1866., formulirao je fundamentalne principe teorije o nasljeđivanju koji su u primjeni do današnjih dana. Njegova teorija objašnjava biološko nasljeđivanje pomoću nasljednih faktora (koje danas zovemo genima) koje zasebno nasljeđujemo od oba roditelja, a koji se ne miješaju ili stapaju nego su strogo odijeljeni za vrijeme nastanka spolnih stanica, odnosno gameta. Mendelova otkrića su ostala nepoznanicom za Darwina, a i općenito nisu bila poznata do kraja 19. stoljeća kada su istovremeno ponovno otkrivena od strane brojnih znanstvenika na kontinentu. U popularizaciji Mendelove teorije posebno su se istakli prirodoslovci Erich von Tschermak, Hugo de Vries i Carl Correns koji su 1900. godine nezavisno potvrdili nalaze njegovih eksperimenata. Tim je velikim otkrićem Darwinova teorija bila zaokružena, a biologija u cjelini ulazi u novu epohu koju će obilježiti nova znanost – genetika.
Ponovno otkrivanje Mendelove teorije nasljeđivanja dovela je do naglašavanja mehanizma nasljeđivanja u evoluciji. De Vries je predložio novu teoriju evolucije poznatu pod imenom mutacionizam, koji u osnovi umanjuje značaj prirodne selekcije kao glavnog evolucijskog procesa. Prema De Vriesu (kojemu se pridužuju i drugi genetičari poput Williama Batesona iz Engleske) dvije vrste varijacija se odvijaju u organizmima. Prva je "obična" varijabilnost koju primjećujemo među individualnim pripadnicima vrste, a koja nema trajne posljedice na proces evolucije zbog toga što, prema De Vriesu, ne može "dovesti do prelaska granice jedne vrste, odnosno do postanka nove vrste, čak i u uvjetima najstrože i kontinuirane selekcije". Druga vrsta varijacija se sastoji od promjena izazvanih mutacijama, spontanim promjenama gena koje rezultiraju velikim promjenama organizma i naposljetku nastanka nove vrste: "Nova vrsta zbog toga nastaje odjednom, proizvedena iz postojeće, bez vidljive pripreme i bez prijelaznih oblika".
Mutacionizmu su se protivili mnogi znanstvenici, a posebno takozvani biometričari, predvođeni engleskim statističarem Karlom Pearsonom koji je branio Darvinov prirodni odabir kao glavni uzrok evolucije kroz kumulativni efekt malih, neprekidnih, individualnih varijacija (za koje su biometričari smatrali da se prenose iz generacije u generaciju bez ograničenja koja predviđaju Mendelovi zakoni nasljeđivanja).
Suprotstavljeni stavovi mutacionista (koje su u to vrijeme nazivali Mendelijancima) i biometričara su pomireni u 20-tim i 30-tim godinama 20. stoljeća zbog napretka na polju teorijske genetike. Naime, genetičari su pomoću matematičkih modela pokazali prvo da se neprekinuti niz varijacija (na karakteristikama kao što su veličina tijela, broj izleženih jaja i slično) može objasniti Mendelovim zakonima i drugo, da prirodna selekcija koja djeluje kumulativno na malim varijacijama može dovesti do znatnih evolucijskih promjena u obliku i funkciji. Istaknuti članovi ove grupe teoretskih genetičara su R.A. Fisher and J.B.S. Haldane u engleskoj i Sewall Wright u SAD. Njihov rad je doprinio odbacivanju mutacionizma i, što je još važnije, postavio teoretski okvir za integraciju genetike u Darwinovu teoriju prirodne selekcije. Ipak, njihov rad je imao ograničen utjecaj na tadašnje biologe iz nekoliko razloga: bio je formuliran na matematičkom jeziku kojeg većina biologa nije razumjela; bio je skoro potpuno teorijski, s malo empirijskih primjera i dokaza; i bio je ograničen u opsegu, većinom zanemarujući mnoge probleme poput specijacije (procesa nastanka novih vrsta), koji su bili od velike važnosti evolucionistima.
Veliki napredak je ostvaren 1937. izdanjem knjige "Genetika i postanak vrsta" Theodosiusa Dobzhanskog, američkog prirodoslovca i eksperimentalnog genetičara ruskog porijekla. Njegova knjiga je ponudila prilično opširno objašnjenje evolucijskih procesa kroz jezik genetičara i prizmu genetike kao znanosti, potpomognuto brojnim eksperimentalnim podacima i dokazima koji su podržavali njegove teorijske postulate. "Genetika i postanak vrsta" može se smatrati seminalnim djelom u formuliranju onoga što će kasnije postati poznato kao Sintetska teorija evolucije, koja je uspješno kombinirala Darwinovu prirodnu selekciju i Medelovu genetiku. Imala je enorman utjecaj na prirodoslovce i eksperimentalne biologe koji su vrlo brzo prigrlili novo razumijevanje procesa evolucije kao procesa genetskih promjena na pojedinim populacijama. Zanimanje znanstvenika za proučavanje procesa evolucije je nakon rada Dobzhanskog prilično poraslo pa su uskoro uslijedili drugi značajni doprinosi proširujući sintezu genetike i prirodne selekcije na mnoštvo drugih znanstvenih polja unutar biologije kao znanosti.
Znanstvenici koje uz Dobzhanskog smatramo arhitektima sintetske teorije evolucije su američki zoolog njemačkog porijekla Ernst Mayr, engleski zoolog Julian Huxley, američki paleontolog George Gaylord Simpson i američki botaničar George Ledyard Stebbins. Ovi istraživači su uvelike doprinjeli procvatu istraživanja na polju evolucije unutar tradicionalnih biloških disciplina kao i unutar nekih novonastalih - posebno unutar populacijske genetike i kasnije evolucijske ekologije. Do 1950. prihvaćanje Darwinove teorije evolucije putem prirodne selekcije je bilo univerzalno među znanstvenicima, a sintetska teorija evolucije postala je općeprihvaćena.
Daljnji razvoj moderne evolucijske sinteze je rezultat istraživanja niza suvremenih znanstvenika (Ronald Aymler Fisher, Sewall Wright, Hermann Joseph Muller, Richard Goldschmidt, Nikolaj Vladimirovič Timofejev-Resovski, Nikolaj Petrovič Dubinjin, Ivan Ivanovič Šmaljgauzen), a napustila je sve one hipoteze koje svojim spekulativnim primjesama priječe ili ograničavaju mogućnost egzaktnog istraživanja i eksperimentalnog provjeravanja. Baza te moderne teorije je darvinizam, u kojeg je, uz neke izmjene, bilo moguće jednostavno ugraditi rezultate i dosege moderne biologije.

### Molekularna evolucija
Fokus istraživanja nakon 1950. prebacio se na primjenu molekularne biologije na istraživanja na polju biološke evolucije. Američki genetičar James Watson i britanski biofizičar Francis Crick 1953. otkrili su strukturu DNK, nasljednog materijala sadržanog u kromosomima u jezgri svake stanice. Genetička informacija je kodirana unutar sekvence nukleotida koji čine lance molekula DNK. Ova informacija određuje sekvence aminokiselina, građevnih jedinica proteina, koji uključuju, među ostalim, strukturne proteine poput kolagena, respiratorne proteine poput hemoglobina i brojne enzime odgovorne za fundamentalne životne procese.
Sredinom 1960-tih, napredne, brze i jeftine laboratorijske tehnike i tehnologije poput elektroforeze i selektivne analize enzima počele su se primjenjivati na istraživanja razlika među enzimima i drugim proteinima. Primjena ovih tehnika na polju istraživanja evolucije omogućila je proučavanje problema koji se prije nisu mogli istraživati. Primjerice, istraživanje razmjera genetske varijacije u prirodnim populacijama (koji predstavljaju granice njihovog evolucijskog potencijala) i egzaktnog kvantificiranja promjene na genima prilikom postanka novih vrsta.
Usporedbe sekvenci aminokiselina među funkcionalno odgovarajućim proteinima različitih vrsta nam daju precizne, kvantitativne podatke o razlikama među tim vrstama. To je bio značajan napredak u odnosu na do tada tipično kvalitativne ocjene dobivene metodama komparativne anatomije i drugih tradicionalnih metoda proučavanja evolucije. 1968. japanski genetičar Motoo Kimura je predložio teoriju neutralnosti molekularne evolucije koja je predviđala da su, na nivou sekvenci nukleotida DNK i aminokiselina u proteinima, mnoge mutacije neutralne te da nemaju skoro nikakvog utjecaja na funkciju molekula, a time i na prilagodbu organizma okolišu i njegovu sposobnost preživljavanja. Ispravnost te teorije ima za posljedicu i to da bi trebao postojati i evolucijski "molekularni sat". Drugim riječima, stupanj različitosti sekvenci aminokiselina ili nukleotida među pojedinim vrstama bi trebao omogućiti pouzdanu procjenu vremena koje je proteklo od trenutka divergencije. Ovo bi omogućilo rekonstrukciju evolucijske povijesti koja bi otkrila redoslijed grananja vrsta različitih sojeva i rodova poput onih koje su dovele do ljudi, čimpanzi i orangutana, kao i točnog vremena u prošlosti kada se jedna vrsta odcijepila od druge. Za vrijeme 70-tih i 80-tih godina 20. stoljeća, postalo je jasno da molekularni sat nije posve egzaktan. Svejedno, početkom 21. stoljeća ova teorija je nastavila davati najpouzdanije dokaze za potrebe rekonstrukcije evolucijske povijesti.
Suvremene laboratorijske tehnike DNK kloniranja i sekvenciranja omogućavanju nove načine istraživanja evolucije na molekularnom nivou. Plodovi rada na ovim tehnologijama počeli su se akumulirati tijekom 1980-tih, prateći razvoj automatiziranih strojeva za DNK sekvenciranje i otkriće lančane reakcije polimerazom, jednostavne i jeftine tehnike koja u nekoliko sati može umnožiti velik broj točno određenih DNK sekvenci za potrebe istraživanja. Veliki istraživački projekti poput Projekta ljudskog genoma su dodatno unaprijedili tehnologiju brzog i jeftinog dobivanja dugih DNK sekvenci. U prvih nekoliko godina 21. stoljeća sekvencirani su potpuni genomi više od 20 organizama, uključujući ljude, miševe (Mus musculus), štakore (Rattus norvegicus), kukce (Drosophila melanogaster, Anopheles gambiae), obliće (Caenorhabditis elegans), plazmodije malarije (Plasmodium falciparum), gorušicu (Arabidopsis thaliana), kvasac (Saccharomyces cerevisiae), kao i mnoge druge mikroorganizme.
Dodatna istraživanja su provedena kako bi se istražili dodatni mehanizmi nasljeđivanja, uključujući epigenetsku modifikaciju (kemijsku modifikaciju specifičnih gena ili povezanih proteina), koja bi mogla objasniti sposobnost organizama da na potomstvo prenose značajke razvijene tijekom života jedinke.

## Temeljni evolucijski procesi
Prema svim dosadašnjim znanstvenim opažanjima i spoznajama svi živi organizmi posjeduju nasljedni materijal u obliku gena, odnosno kodirajućih sekvenci DNK (u nekih virusa RNK), koje su naslijedili od svojih roditelja i koje prosljeđuju svojim potomcima. Među potomcima postoje genetičke varijacije koje nastaju zbog slučajnih mutacija DNK ili zbog rekombinacije postojećih gena tijekom mejoze za vrijeme spolnog razmnožavanja. Takve male razlike između roditelja i potomaka koje uvijek postoje su posve slučajne prirode. Ako su te promjene u odnosu na roditelje korisne, potomci imaju veću šansu za preživljavanje, a time i reprodukciju. To znači da će veći broj potomaka u idućoj generaciji također posjedovati korisnu promjenu i time veću mogućnost preživljavanja i eventualnog razmnožavanja. Na ovaj način osobine koje doprinose tome da su organizmi bolje prilagođeni svojim životnim uvjetima postaju sve zastupljenije u populaciji kako se generacije izmjenjuju. Takve malene genetičke promjene s vremenom se mogu akumulirati i rezultirati značajnijim promjenama pojedinih osobina unutar populacije sve do trenutka kada populacija, koja se sastoji od direktnih potomaka izvornih predaka, u odnosu na te iste pretke, predstavlja jednu posve novu živu vrstu. Može se prema tome zaključiti da je proces evolucije direktno odgovoran za mnoštvo različitih živih vrsta i oblika života na Zemlji.
Uloga evolucije u nastanku novih vrsta je najvidljivija u slučajevima kada pojedina populacija postane izolirana od ostatka vrste. Do izolacije može doći iz jednostavnih razloga kao što su prirodna migracija populacije zbog traženja novog životnog prostora ili prisilna migracija uzrokovana naglim promjenama okoliša (vulkanska aktivnost, potresi, požari, poplave), što uzrokuje zemljopisnu udaljenost od ostatka vrste. Do izolacije populacije dolazi i zbog drugih, postepenih prirodnih pojava kao što su otapanje ledenjaka i promjena toka rijeka ili djelovanja još sporijih ali posve neumoljivih prirodnih sila kao što je pomicanje tektonskih ploča koje uzrokuju stvaranje novih kontinenata i oceana, odnosno klimatskih promjena (pojava ledenih doba, nastanak pustinja). Značaj izolacije je u tome što fizička odvojenost pojedine populacije sprječava razmjenu gena s ostatkom vrste pri čemu dolazi do posve odvojenog procesa evolucije. Ako je izolacija trajna, nakon dovoljno vremena izolirana populacija može, djelovanjem evolucije, postati jedna sasvim nova vrsta.

### Sposobnost preživljavanja
Sposobnost preživljavanja je centralna ideja teorije evolucije. Može biti definirana u odnosu na genotip ili na fenotip koji djeluju u nekom prirodnom okolišu. U oba slučaja opisuje sposobnost organizma da preživi i da stvori potomstvo. Ona je jednaka prosječnom doprinosu genetskom bazenu sljedeće generacije koja se sastoji od prosječne jedinke koja nosi točno određeni fenotip ili genotip koji je preživljavanju doprinio. Za ovu osobinu organizma se često koristi izraz Darwinova sposobnost preživljavanja, kako bi se razlikovala od fizičke sposobnosti preživljavanja jedinke. Ako razlike među alelima nekog gena utječu na Darwinovu sposobnost preživljavanja, onda se frekvencija alela može promijeniti tijekom više generacija. Aleli s većom sposobnošću preživljavanja tijekom vremena postaju sve češći procesom prirodnog odabira.
Sposobnost preživljavanja individualnog organizma se manifestira kroz fenotip organizma. Na fenotip utječu kako okoliš u kojem se organizam razvio tako i geni, a sposobnost preživljavanja određenog fenotipa može biti različita u različitim okolišima. Stoga, sposobnost preživljavanja različitih jedinki s istim genotipom nije nužno ista. Međutim, pošto je sposobnost preživljavanja pojedinog genotipa prosječna vrijednost, ona će reflektirati sposobnost stvaranja potomstva svih jedinki s istim genotipom u danom okolišu ili skupu različitih okoliša.
Inkluzivna sposobnost se razlikuje od pojedinačne sposobnosti preživljavanja tako što uključuje sposobnost alele u jednoj jedinci da potpomaže preživljavanje i stvaranje potomstva drugih jedinki s kojima dijeli istu alelu puno prije nego što drugim jedinkama koje imaju neku drugu alelu. Jedan od mehanizama inkluzivne sposobnosti preživljavanja je odabir po srodstvu.
Sposobnost preživljavanja se često definira kao statistička vrijednost, nasuprot mjerenja stvarnog broja potomstva. Primjerice, prema Maynardu Smithu, "Sposobnost preživljavanja je svojstvo ne jedinke, nego skupine jedinki. Zbog toga izraz 'očekivani broj potomstva' znači prosječan broj, a ne stvaran broj potomstva neke jedinke. Ako bi prvi čovjek s genom koji bi mu omogućavao levitaciju bio pogođen munjom dok je ležao u kolijevci, to ne bi dokazalo da novi genotip ima nisku sposobnost preživljavanja, već da baš to dijete nije imalo sreće".

### Nasljeđivanje
Evolucija se u organizmima odvija kroz promjene u nasljednim osobinama - karakteristikama pojedinog organizma. U ljudi, na primjer, boja očiju je naslijeđena karakteristika i pojedinac može naslijediti nasljedno svojstvo smeđih očiju od jednog ili oba svoja roditelja. Nasljedna svojstva kontroliraju geni, a kompletan skup gena u genomu jednog organizma se zove genotip.
Kompletan skup vidljivih osobina koje čine strukturu i ponašanje organizma zove se fenotip. Ove osobine pojedinog organizma proizlaze iz interakcije genotipa s okolišem u kojem organizam živi. Kao rezultat tog procesa, mnogi aspekti fenotipa jednog organizma nisu nasljedni. Na primjer, tamna koža nakon sunčanja u neke osobe nastaje interakcijom genotipa s okolišem – sunčevim svjetlom. Stoga, tamna koža, sama po sebi, nije nasljedna osobina i djeca ljudi koji su boravili na suncu se ne rađaju s brončanom bojom kože. Međutim, neki ljudi na suncu potamne lakše od drugih, zbog razlike u njihovom genotipu, a te su razlike, odnosno sam genotip, nasljedne. Također su poznati i primjeri ljudi s naslijeđenom genetskom osobinom albinizma, koji uopće ne tamne i jako su osjetljivi na sunčevu svjetlost.
Nasljedne osobine se prosljeđuju iz generacije u generaciju putem DNK, molekule koja nosi kodiranu genetsku informaciju. DNK je dugačak polimer koji se sastoji od četiriju tipova baza. Redoslijed ili sekvenca baza duž jedne DNK molekule određuje genetsku informaciju na sličan način na koji niz slova čine rečenicu. Prije nego što se stanica podijeli, DNK se kopira tako da obje novonastale stanice nasljeđuju identične DNK molekule. Dijelovi DNK molekule koji određuju pojedinačnu funkcionalnu cjelinu se zovu geni. Različiti geni imaju različite sekvence baza. Unutar stanica, duga vlakna DNK molekule s proteinima tvore nakupine koje se zovu kromosomi. Specifične lokacije DNK sekvenci unutar kromosoma se zovu lokusi. Ako DNK sekvenca varira među pojedinim organizmima iste vrste, različiti oblici te sekvence se nazivaju aleli. DNK sekvence se mogu mijenjati zbog mutacija, što stvara nove alele. Ako se mutacija dogodi unutar gena, novi alel može utjecati na osobinu koju gen kontrolira, mijenjajući fenotip organizma. Međutim, iako ova jednostavna veza između alela i nasljednih osobina postoji u nekim slučajevima, većina nasljednih osobina ima mnogo kompleksnije uzroke koji su kontrolirani interakcijom više gena.
Nedavna istraživanja potvrđuju važne primjere nasljednih promjena koje ne mogu biti objašnjene samo sekvencijama nukleotida unutar DNK nekog organizma. Ove pojave se svrstavaju u skupinu epigenetskih sustava nasljeđivanja. Metilacija DNK koja obilježava kromatin, samoodržive metaboličke petlje, gensko prigušenje RNK interferencijom i trodimenzionalno usklađivanje strukture proteina (kao primjerice priona) su područja gdje su epigenetski sustavi nasljeđivanja otkriveni na nivou organizma.

## Varijacije su pokretačka snaga evolucije
Za više informacija vidi gensku raznolikost i populacijsku genetiku.
Varijacije su u užem smislu naziv za razlike u genomu (DNK) između jedinki unutar populacije ili u širem za razlike u genomima među vrstama. Varijacije najčešće nastaju uslijed mutacija genskog materijala, rekombinacije gena tijekom spolnog razmnožavanja i migracije među populacijama (genski tok). Varijacije su glavna pokretačka snaga evolucije jer prirodni odabir, kao najznačajniji evolucijski mehanizam, rezultira evolucijom jedino ako postoji dovoljno genske varijacije u populaciji.
Fenotip nekog organizma rezultat je interakcije genotipa tog organizma i okoliša u kojem taj organizam živi. Znatan dio varijacija u fenotipovima u nekoj populaciji uzrokovan je razlikama u njezinim genotipovima. Moderna evolucijska sinteza definira evoluciju kao promjenu frekvencije tih genskih varijacija tijekom vremena - tijekom evolucijskog procesa pojavnost nekog pojedinačnog alela u populaciji postat će češća ili manje česta u odnosu na druge forme tog gena. Pojedine varijacije iščezavaju kada alel naprosto isčezne u populaciji ili pak dosegne točku fiksacije – kad jedan alel u potpunosti nadomjesti sve druge alele predaka tako da postane jedini preostali alel u populaciji kojeg dijele sve jedinke.
Prije otkrića mendelovske genetike uobičajena hipoteza kojom smo objašnjavali postojanje i održavanje varijacija bila je putem miješanog nasljeđivanja. No samo s miješanim nasljeđivanjem bez uzimanja u obzir osnovnih principa mendelovske genetike pojedina genska varijacija bi vrlo ubrzo nestala što bi i samu evoluciju prirodnom selekcijom učinilo manje plauzibilnom. Objašnjenje načina na koji se pojedina genska varijacija održava u populaciji kroz Mendelovo nasljeđivanje zove se Hardy-Weinbergov zakon koji kaže da frekvencije alela ostaju konstantne iz generacije u generaciju u odsustvu drugih evolucijskih utjecaja. U te utjecaje ubrajamo evolucijske mehanizame i procese kao što su prirodni odabir, mutacija, migracija i genski pomak, genski tok, genski autostop, populacijsko usko grlo ili efekt utemeljitelja (eng. founder effect), ali i ponašanje jedinki unutar populacije kroz spolni odabir partnera, intraseksualno natjecanje i homogamiju te još mnoge druge, poznate ali i još neotkrivene utjecaje.
Unatoč stalnom uvođenju novih varijacija zbog kontinuiranih mutacija i genskog toka, ogroman dio genoma neke vrste identičan je među svim jedinkama te vrste. No čak i relativno male razlike u genotipu mogu dovesti do dramatičnih razlika u fenotipu. Primjerice, čimpanze i ljudi se razlikuju samo u oko 5% svojeg genoma.

### Mutacija
Za daljnje informacije vidi mutaciju.
Mutacija je temeljni uzrok genskih varijacija budući da se kroz direktne promjene na genima jedinke unose novi aleli u populaciju koje je taj organizam dio.
Mutabilnost je sposobnost promjene nasljednog materijala, a mutacije su promjene u sekvencama DNA nekog organizma. Osim promjena u strukturi gena (genske mutacije), u stanicama se mogu pojaviti i promjene u broju kromosoma. Različiti oblici mutacije gena proširuju genetsku raznolikost populacije, odnosno njezinih genskih zaliha, udaljujući je time od "divlje" forme. Budući da je mutacijska učestalost, koja djeluje u smislu udaljavanja od "normalnog" alela divlje forme, mnogo veća od "povratne mutacije" prema divljoj formi, izražena je stalna tendencija k razbijanju jednoličnosti genskih zaliha ili tzv. mutacijski pritisak. Mutacijskim pritiskom, iz čisto nasljednih, nastaje populacija raznolikih genotipova. Budući da su mutacije moguće stalno i kod svakoga gena, one su izvor nasljedne varijacije. Geni mutanti bivaju pojačani interakcijom s drugim genima te je taj posredni učinak vrlo značajan za raznolikost genotipova i fenotipova, a njihov utjecaj na evoluciju veći od neposrednog učinka samoga mutiranog alela. Rekombinacija kromosoma ili izmjena dijelova kromosoma s odgovarajućim dijelovima homolognoga kromosoma koja se zbiva tijekom mejoze poznata je kao crossing-over. Rekombinacije pojačavaju učinak mutacije stvarajući širok spektar genskih kombinacija.
Kada se mutacije dogode, one mogu biti bez ikakva efekta na proizvod nekog gena ili mogu onemogućiti normalno funkcioniranje gena. Na osnovi proučavanja vinske mušice pretpostavlja se da ako mutacija promijeni protein koji gen kodira, to će vjerojatno biti štetno, oko 70% takvih mutacija imat će štetne efekte, a preostale će biti ili neutralne ili slabo povoljne.
Mutacije mogu obuhvaćati velike dijelove kromosoma te uzrokovati duplikacije (obično genskom rekombinacijom), koje mogu uvesti dodatne kopije gena u genom. Dodatne kopije gena su glavni izvor novih gena. Ovo je vrlo važno jer većina novih gena evoluira unutar porodice gena od već postojećih gena koji dijele zajedničke pretke. Na primjer, ljudsko oko koristi četiri gena za četiri proteina osjetljiva na svjetlost: tri za razlikovanje boja i jednog za gledanje u slabim svjetlosnim uvjetima. Sva četiri su nastala od jednog gena koji im je bio predak.
Duplicirane kopije mogu mutirati te steći novu funkciju. Ovaj proces je mnogo jednostavniji jednom kada je gen dupliciran zato što povećava otpornost sustava. Jedan gen u paru istovjetnih gena može mutirati i time steći novu funkciju, dok drugi nastavlja izvršavati svoju originalnu funkciju. Drugi oblici mutacija mogu čak stvoriti potpuno nove gene od prethodno nekodirajuće DNK.
Stvaranje novih gena može također uključivati umnožene djeliće postojećih nekoliko gena pri čemu se ti umnoženi fragmenti rekombiniraju u nove kombinacije s novom funkcionalnošću. Kada su novi geni sastavljeni miješanjem prethodno postojećih dijelova, domene proteina djeluju kao moduli s jednostavnim neovisnim funkcijama koje se mogu miješati kako bi se proizvele nove kombinacije s novim i kompleksnim funkcijama. Primjerice, poliketidne sintaze su veliki enzimi koji tvore antibiotike. Oni sadrže i do stotinu neovisnih proteinskih domena od kojih svaka katalizira jedan korak u cjelokupnom procesu, poput diskretne operacije na pokretnoj traci.

### Spol i rekombinacija
Za daljnje informacije vidi spolno razmnožavanje, gensku rekombinaciju i evoluciju spolnog razmnožavanja.
Kod organizama koji se spolno razmnožavaju genska rekombinacija, iako ne utječe direktno na pojedine alele i ne mijenja ih na bilo koji način, povećava gensku varijabilnost i može značajno ubrzati tijek evolucijskih procesa. Zbog toga što mehanizam genske rekombinacije kod organizama koji se spolno razmnožavaju pridonosi velikom broju varijacija u populaciji, čak i više od samih mutacija, genska rekombinacija ima najveći pozitivni utjecaj na sposobnost evoluiranja takvih populacija – zbog te činjenice se smatra da je spolno razmnožavanje koje podrazumijeva gensku rekombinaciju i nastalo (evoluiralo) – veća sposobnost evoluiranja neke populacije povećava sposobnost populacije na prilagodbu selekcijskim pritiscima i preživljavanje.
U bespolnih organizama, svi geni su naslijeđeni zajedno odnosno geni su vezani, jer se ne mogu miješati s genima drugih organizama za vrijeme reprodukcije. Nasuprot tome, potomci organizama koji imaju spol sadrže nasumične mješavine kromosoma njihovih roditelja koji su nastali kao proizvod neovisnog slaganja. U sličnom procesu nazvanom homologna rekombinacija, spolni organizmi razmjenjuju DNK između dvaju odgovarajućih kromosoma. Rekombinacija ne mijenja frekvencije alela niti same alele, već umjesto toga mijenja način pridruživanja pojedinih alela, rezultirajući potomcima s novim kombinacijama alela.

### Genski tok
Za daljnje informacije vidi genski tok.
Genski tok je razmjena gena među populacijama i među vrstama. Zbog toga on može biti izvor varijacije koja je nova u populaciji ili vrsti. Genski tok može biti uzrokovan kretanjem individualnih jedinki među različitim razdvojenim populacijama organizama, kao na primjer kretanje pojedinog miša među kontinentalnim i obalnim populacijama ili kretanje polena trave između populacija s visokom tolerancijom na teške metale i visokom osjetljivošću na teške metale.
Transfer gena između vrsta uključuje formiranje hibridnih organizama i vodoravni genski transfer. Vodoravni genski trasfer je transfer genetskog materijala od jednog organizma prema drugom, koji prvom nije potomak. Ova pojava je uobičajena među bakterijama. U medicini, ova pojava doprinosi širenju otpornosti na antibiotike tako da jedna bakterija, koja razvije gene koji joj daju otpornost, može te iste gene rapidno prenijeti drugim vrstama. Zabilježen je i vodoravni transfer gena od bakterija prema eukariotima kao što su kvasac Saccharomyces cerevisiae i prema insektu pipi azuki graha Callosobruchus chinensis (vrsta kornjaša). Primjer transfera na većoj skali su eukariotski bdeloidni kolnjaci, koji su primili čitavu skupinu gena od bakterija, gljiva i biljaka. Virusi također mogu prenijeti DNK između organizama, omogućavajući transfer gena čak i preko granica bioloških carstava.
Prijenos gena na većoj skali se također dogodio između predaka eukariotskih stanica i bakterija za vrijeme stjecanja kloroplasta i mitohondrija. Moguće je da su eukarioti i nastali vodoravnim prijenosom gena između bakterija i arheja.

## Evolucijski mehanizmi
Osnovni evolucijski procesi zbivaju se unutar populacije. Evolucija započinje narušavanjem genske ravnoteže. Ravnoteža se remeti onda kada se mijenjaju uvjeti u populaciji ili okolišu. Analize uzročnih osnova evolucije utvrđuju da su njezine osnovne sile prirodni odabir ili selekcija, usmjerena mutacija i genetski otklon, procesi koji remete nasljednu ravnotežu.

### Prirodni odabir
Prirodni odabir ili selekcija je glavna snaga evolucije. Ona je prirodni izbor između nositelja različito vrijednih nasljednih faktora. Kao otkriće, načelo selekcije (odabira) glavni je Darwinov doprinos teoriji evolucije, koju on objašnjava borbom za opstanak među pojedinim organizmima, od kojih preživljavaju najprilagođeniji. Selekciju, dakle, Darwin primjenjuje na jedinke a ne na populacije, a okoliš kao selektivna sila odabire varijante koje su joj se najbolje prilagodile.
Evolucija uslijed prirodne selekcije je proces kojim osobine koje pospješuju preživljavanje i reprodukciju postaju uobičajene sa svakom novom generacijom neke populacije. Često se naziva "samorazumljivim" mehanizmom zato što nužno slijedi iz tri jednostavne i lako provjerljive činjenice:
- U populacijama organizama postoje varijacije u smislu morfologije, fiziologije i ponašanja (fenotipske varijacije).
- Različite osobine organizama dovode do razlika u njihovoj sposobnosti preživljavanja i ramnožavanja (diferencijal prilagođenosti).
- Te osobine mogu biti proslijeđne iz jedne generacije u narednu (nasljeđivanje prilagođenosti).

Više potomstva se proizvodi nego što ga može preživjeti i takvi uvjeti među jedinkama u nekoj populaciji uzrokuju natjecanje za preživljavanje i mogućnost reprodukcije. Zbog toga jedinke s osobinama koje im donose prednost nad konkurencijom imaju veću vjerojatnost da proslijede te svoje osobine u narednu generaciju od jedinki koje nemaju osobine koje im to omogućavaju.
Centralni koncept teorije evolucije je evolucijska prilagođenost ili sposobnost preživljavanja nekog organizma. Prilagođenost se mjeri sposobnošću organizma da preživi i da se uspješno razmnoži što određuje značaj genskog doprinosa organizma sljedećoj generaciji. Međutim, prilagođenost ne mora biti određena ukupnim brojem potomaka - umjesto toga prilagođenost određujemo udjelom potomaka koji nose gene organizma u narednim generacijama. Kada bi primjerice organizam imao sposobnost uspješnog preživljavanja i brzog razmnožavanja, ali takvu da su njegovi potomci premali i preslabi da bi preživjeli, takav organizam bi imao jako mali genetski doprinos budućim generacijama i imao bi jako nisku ukupnu evolucijsku prilagođenost.
Svaka promjena u okolišu ili populaciji koja dovede do povećanja ili umanjenja vjerojatnosti preživljavanja i reprodukcije neke jedinke ili dijela populacije vrši evolucijski ili selekcijski pritisak i potiče evoluciju populacije putem prirodnog odabira.
Ako jedan alel poveća sposobnost opstankai reprodukcije više od ostalih alela toga gena, onda će sa svakom generacijom ovaj alel postati uobičajeniji u toj populaciji. Za takve se crte kaže da su "selektirane za". Primjeri crta koje mogu povećati sposobnost opstanka jesu unaprijeđeno preživljenje i povećan fekunditet. Suprotno tomu, smanjena sposobnost opstanka uzrokovana posjedovanjem manje povoljna ili manje pogubna alela rezultira time da taj alel postaje sve rjeđi — oni su "selektirani protiv".
Veoma je važno napomenuti da sposobnost opstanka nekog alela nije fiksna karakteristika; ako se okoliš promijeni, promijene se i selekcijski pritisci, a prethodno neutralne ili čak štetne crte mogu postati korisne, dok prethodno korisne crte mogu postati štetne. No čak i ako se smjer selekcije promijeni na taj način, crte koje su u prošlosti izgubljene ne moraju reevoluirati u identičan oblik (vidi Dollov zakon).
Prirodna selekcija unutar neke populacije za neku crtu koja može varirati duž nekog raspona vrijednosti, kao što je visina, može se kategorizirati u tri različita tipa. Prvi tip čini direkcijska selekcija koja označuje promjenu u prosječnoj vrijednosti neke crte tijekom vremena — na primjer, organizmi polagano postaju viši. Drugi tip čini disruptivna selekcija ili selekcija za ekstremne vrijednosti crte koja često rezultira u dvjema različitim vrijednostima koje postaju najuobičajenije, sa selekcijom protiv prosječne vrijednosti. To bi se zbilo onda kada ili niski ili visoki organizmi imaju neku prednost, no nemaju je oni srednje visine. Konačno, u stabilizacijskoj selekciji postoji selekcija protiv ekstremnih vrijednosti crte s obaju krajeva, koja uzrokuje smanjenje varijance oko prosječne vrijednosti i manju raznolikost. To bi, na primjer, uzrokovalo da organizmi polagano postanu svi jednake visine.
Specijalni slučaj prirodne selekcije jest spolna (seksualna) selekcija, koja označuje selekciju bilo koje crte koja povećava uspjeh u parenju povećanjem privlačnosti nekog organizma potencijalnim spolnim partnerima. Crte koje su evoluirale kroz spolnu selekciju naročito su istaknute među mužjacima nekoliko životinjskih vrsta. Iako imaju spolnu prednost, crte poput golema rogovlja, poziva na parenje, velika tjelesna veličina i žarke boje često privlače predaciju, koja kompromitira preživljenje individualnih mužjaka. Ovaj nedostatak u preživljenju uravnotežen je većim reproduktivnim uspjehom mužjaka koji pokazuju ove teško krivotvorive, spolno selektirane crte.
Prirodna selekcija najopćenitije govoreći čini prirodu mjerom po kojoj će jedinke i individualne crte više ili manje vjerojatno preživjeti. "Priroda" u ovom smislu označuje ekosustav, to jest sustav u kojem su organizmi u interakciji sa svim ostalim elementima, i fizičkim i biološkim, u njihovu lokalnu okolišu. Eugene Odum, osnivač ekologije, definirao je ekosustav: "Svaka jedinica koja uključuje sve organizme... na zadanu području koji su u interakciji s fizičkim okolišom tako da protok energije vodi k jasno definiranoj trofičkoj strukturi, biotičkoj raznolikosti i ciklusima tvari (tj. izmjeni tvari između živih i neživih dijelova) unutar sustava". Svaka populacija unutar nekog ekosustava zauzima distiknktivnu nišu, ili poziciju, s distinktivnim odnosima prema ostalim dijelovima sustava. Ovi odnosi uključuju životnu povijest organizma, njegovu poziciju u hranidbenom lancu i njegov geografski areal. Ovo široko razumijevanje prirode omogućuje znanstvenicima ocrtavanje specifičnih sila koje, sve zajedno, tvore prirodnu selekciju.
Prirodna selekcija može djelovati na različitim razinama organizacije kao što su geni, stanice, individualni organizmi, grupe organizama i vrste. Selekcija može djelovati na više razina simultano. Primjer selekcije koja se zbiva ispod razine individualna organizma jesu geni zvani transpozoni, koji se mogu replicirati i širiti diljem genoma. Selekcija na razini iznad jedinke, kao što je grupna selekcija, može omogućiti evoluciju kooperacije.

### Usmjerena mutacija
Osim što je jedan od glavnih uzročnika varijacija, mutacija također može funkcionirati kao evolucijski mehanizam u slučajevima kada na molekularnom nivou postoje različite vjerojatnosti da se točno određena mutacija dogodi. Taj proces nazivamo usmjerenom mutacijom. Primjerice, ako uzmemo dva genotipa, jedan s nukleotidom G, a drugi s nukleotidom A na istoj poziciji u DNK sekvenci, ali se mutacija iz G u A događa češće nego mutacija iz A u G, onda će proces evolucije teći na način da će naizgled preferirati genotipove koji sadrže nukleotid A. Sklonost ili pristranost ka umetanju umjesto brisanju nukleotida, ili obrnuto, u različitim taksonima može dovesti do evolucije genotipa različitih veličina. Razvojne ili mutacijske sklonosti, odnosno usmjerenja, također su zamijećene u morfološkoj evoluciji. Primjerice, sukladno teorijama evolucije koje uzimaju u obzir utjecaj fenotipa na proces evolucije, mutacije mogu uzrokovati gensku asimilaciju osobina koje su uvjetovane od strane okoliša.
Efekti usmjerene mutacije su superponirani na druge evolucijske procese. Ako prirodni odabir ne favorizira ni jednu od dvije mutacije posebno, ali nema dodatne prednosti da se zadrže i jedna i druga, onda će mutacija koja se događa češće najvjeroatnije biti ona koja će na kraju biti zadržana u populaciji. Mutacije koje dovode do gubitka funkcionalnosti gena su znatno uobičajenije od mutacija koje stvaraju nove, potpuno funkcionalne gene. Prirodnim odabirom takve mutacije se obično jako brzo uklanjaju iz genotipa. Međutim, ako je selekcijski pritisak slab, takva mutacija usmjerena prema gubitku genske funkcionalnosti može utjecati na evolucijski proces, Primjerice, geni koji utječu na stvaranje pigmenta u koži organizma koji žive u špiljama ili duboko u oceanima gdje nema svjetla nemaju nikakvu funkciju i vrlo brzo bivaju eliminirani iz genotipa populacije. Ova vrsta gubitka neke funkcije organizma se može dogoditi kako zbog usmjerene mutacije, tako i/ili zbog toga što je ta funkcija imala i negativne posljedice ili je zahtijevala dodatan utrošak energije organizma. Jednom kada je benefit očuvanja funkcije nestao, prirodna selekcija vodi u gubitak funkcije. Kada prirodni odabir ne favorizira gubitak funkcije, brzina kojom procesom evolucije dolazi do gubitka funkcije ovisi više o učestalosti mutacije nego o efektivnoj veličini populacije, što nam govori da na takve evolucijske promjene više utječe usmjerena mutacija nego genetski otklon.

### Genski pomak
Genski pomak (genski otklon, genski drift) uzrokuje ustaljivanje neutralnih ili neadaptivnih svojstava. Genski pomak djeluje samo u malim populacijama i to po načelu vjerojatnosti. Rezultati su slučajni i uzrok su slučajnom ustaljivanju gena ili gubitku mutiranoga gena. Gubitak ili fiksacija događa se bez obzira na selekcijski pritisak, prema čemu i naziv pojave: genski drift, tj. genski pomak. Tako osim selekcijskog istrebljenja postoji i mogućnost da se oni geni, inače samo usputni, koji se u velikoj genskoj zalihi nisu mogli istaknuti, odjednom istaknu u slučajem uvjetovanom genetskom otklonu u malim populacijama i tako postanu valjani za neki genetski sastav, dok se oni geni koji su prije toga bili jače zastupljeni gube. Kao primjer za tu pojavu uzimaju se Darwinove zebe na otočju Galápagosu.

## Ishodi evolucijskih procesa i mehanizama
Evolucija utječe na sve aspekte oblika, građe i ponašanja živih organizama. Među najvažnijima su specifične prilagodbe ponašanja i građe koji su proizvod prirodne selekcije. Takve prilagodbe povećavaju sposobnost preživljavanja tako što pomažu u aktivnostima kao što su pronalaženje hrane, izbjegavanje grabežljivaca ili privlačenju seksualnih partnera. Također, organizmi mogu utjecati na selekciju putem suradnje unutar svoje vrste, obično tako što pomažu svojim srodnicima ili upuštajući se u uzajamno korisnu simbiozu s organizmima koji su pripadnici drugih vrsta. U doljem vremenskom razdoblju proces evolucije proizvodi nove vrste tako što razdvaja populaciju organizama predaka u više novih grupa organizama koje se ne mogu ili ne žele uzajamno razmnožavati.
Ishode evolucije razlikujemo na osnovi vremenskog raspona na makroevolucijske i mikroevolucijske. Makroevolucijskim nazivamo evolucijske procese na ili iznad nivoa vrsta. Tu posebno mislimo na procese specijacije i izumiranja. Mikroevolucijskim procesima nazivamo manje evolutivne promjene unutar vrste ili pojedine populacije. Tu posebno mislimo na pojedinačne promjene u frekvencijama alela i na proces adaptacije. Općenito, makroevolucija se smatra rezultatom mikroevolucijskih promjena kroz dulji vremenki period. Zbog toga razliku između mikro i makroevolucije ne smatramo fundamantalnom – razlika je samo u vremenu koje je potrebno da se mikroevolucijski procesi manifestiraju na makroevolucijskoj razini. Međutim, kod makroevolucije osobine čitavih vrsta mogu biti važne pa i presudne. Primjerice, veliki broj varijacija između individualnih organizama unutar populacije omogućava vrsti da se rapidno prilagodi životu u novom ili izmijenjenom životnom prostoru, umanjujući vjerojatnost da će vrsta izumrijeti. U isto vrijeme, veća zemljopisna rasprostranjenost povećava izglede da nastupi specijacija tako što povećava izglede da će dio ukupne populacije jedne vrste postati zemljopisno izoliran. U ovom smislu značenje pojmova mikro i makroevolucija uključuje procese selekcije na različitim nivoima kod kojih mikroevolucija djeluje vršeći selekciju nad genima, organizmima i populacijama dok makroevoucija djeluje selekcijom nad na čitavim vrstama utječući na stope njihove specijacije i izumiranja.
Uobičajena kriva predodžba o evoluciji je ta da evolucijski procesi imaju ciljeve, dugoročne planove ili prirodnu sklonost "progresu", kao što je to pogrešno predstavljeno u sklopu vjerovanja kao što su ortogeneza ili evolucionizam. U stvarnosti evolucija nema dugoročne ciljeve niti nužno proizvodi veću kompleksnost organizama pod njenim utjecajem. Iako kompleksne vrste jesu evoluirale, njihova kompleksnost je samo usputan rezultat ogromnog broja organizama koji evoluiraju što potvrđuje činjenica da jednostavni organizmi i danas predstavljaju veliku većinu ukupnog broja organizama u biosferi. Naime, velika većina organizama danas su prokarioti i čine oko polovicu ukupne biomase na Zemlji unatoč njihovoj maloj veličini te kao takvi čine veliku većinu ukupne Zemljine bioraznolikosti. Zbog toga se može tvrditi da su jednostavni organizmi dominantan oblik života na Zemlji kako kroz čitavu povijest tako i do današnjih dana, a da se čini da su kompleksni oblici života raznovrsniji i prisutniji samo zbog toga što ih je lakše uočiti. Dodatno, evolucija mikroorganizama je posebno važna za suvremena istraživanja evolucije zbog toga što njihovo brzo razmnožavanje omogućava eksperimentalne studije o evoluciji koje uključuju promatranje evolucije i adaptacije u stvarnom vremenu. Najdugotrajniji takav eksperiment trenutno se provodi pod vodstvom prof. Richarda Lenskija sa Sveučilišta Michigen u SAD, a uključuje kontinuirano proučavanje procesa evolucije jedne izdvojene populacije bakterije E. Coli još od 24. veljače 1988. (33 godine ili oko 75.000 generacija što je ekvivalent 1,5 milijuna godina evolucije hominda). Tijekom eksperimenta bakterije su razvile povećanu mogućnost metaboliziranja glukoze iz hranjive otopine u odnosu na početnu populaciju, a u jednom trenutku (oko generacije 31.500) bakterije su mutirale na način da su razvile sposobnost metaboliziranja limunske kiseline koja se sve vrijeme nalazila u otopini, ali je za E. Coli obično beskorisna.

### Adaptacija ili prilagodba
Adaptacija je proces koji žive organizme čini bolje prilagođenima životu u njihovom staništu odnosno prirodnom okolišu. Uz to, izraz adaptacija može se odnositi na određenu značajku bitnu za preživljavanje organizma – na primjer, adaptacija zuba u konja kako bi konji mogli sažvakati travu. Istovremenao korištenje naziva adaptacija za evolucijski proces kao i za značajku organizama bitnu za preživljavanje (dio tijela organizma ili funkciju) trebalo bi razlikovati. Adaptacije proizvodi prirodna selekcija. Sljedeće definicije imamo zahvaljujući Theodosiusu Dobzhanskom:
1. Adaptacija ili prilagodba je evolutivni proces tijekom kojeg se povećava sposobnost organizma za život u svojem staništu ili staništima.[131]
2. Adaptiranost ili prilagođenost je stanje adaptiranosti ili prilagođenosti organizma – mjera sposobnosti organizma da živi i razmnožava se u određenim staništima.[131]
3. Adaptivna ili prilagodna značajka je obilježje razvojnog modela organizma koji omogućava ili makar samo povećava vjerojatnost da će organizam uspjeti preživjeti i razmnožiti se.[132]

Adaptacija se se odvija kroz niz malih i postepenih izmjena postojećih tjelesnih struktura nekog organizma. Zbog toga se često događa da strukture sa sličnom internom organizacijom mogu obavljati različite funkcije u različitim organizmima. Ovo je rezultat činjenice da se jedna struktura u organizmu pretka prilagođava funkciji u organizmu potomaka na različite načine. Primjerice, kosti u krilu šišmiša vrlo su slične kostima u prednjim nožicama miševa i onima u rukama primata zbog toga što su sve navedene homologne strukture naslijeđene od zajedničkog pretka iz razreda sisavaca. Međutim, pošto su svi živući organizmi u manjoj ili većoj mjeri srodni, čak i u slučaju organa koji imaju malo ili nimalo sličnosti u strukturi kao na primjer oči člankonožaca, liganja i kralježnjaka ili primjerice udovi i krila člankonožaca i kralježnjaka, mogu ovisiti o zajedničkom skupu homolognih gena koji kontroliraju njihovu izgradnju i funkciju. Ovo zovemo dubokom homologijom.

### Koevolucija
Interakcije između organizama često mogu dovesti do sukoba ili pak suradnje (kooperacije). Kada se interakcija odvija između organizama koji pripadaju dvijema vrstama, kao što su primjerice paraziti i domaćini ili grabežljivci i plijen, ove vrste često mogu adaptacije razvijati usporedno. U tom slučaju evolucija prve vrste uzrokuje adaptaciju druge vrste. Nakon toga adaptivne promjene nastale u drugoj vrsti uzrokuju nove adaptivne promjene u prvoj vrsti i tako dalje. Ovakav krug selekcije, adaptacije i odgovora na adaptaciju nazivamo koevolucijom. Kao primjer možemo navesti proizvodnju tetrodotoksina, vrlo jakog neurotoksina, kojeg nalazimo u nekih vrsta daždevnjaka iz Sj. Amerike (Taricha granulosa) i paralelno razvoja otpornosti na tetrodotoksin u predatorskoj vrsti zmije koja ga lovi i jede (Thamnophis sirtalis). U tom paru vrsti predatora i plijena evolucijska utrka u naoružanju dovela je do proizvodnje visoke koncentracije toksina u koži daždevnjaka i odgovarajućem stupnju otpornosti na tetradotoksin kod vrste zmije koja ga jede.

### Kooperacija
Sve koevolucijske interakcije između vrsta ne uključuju nužno konflikte. Postoji puno slučajeva kada je došlo do evolucije beneficijskih interakcija. Na primjer, ekstremni slučaj kooperacije u evoluciji nalazimo između biljki i gljiva kroz simbiozu koju nazivamo mikoriza. U tom slučaju gljive rastu na korijenima biljaka i pomažu biljkama da upiju nutrijente iz tla. Ovo je potpuno recipročni odnos, budući da biljke gljivama osiguravaju šećer kojeg same stvaraju fotosintezom – gljive doslovno rastu unutar stanica biljaka što im omogućava razmjenu hranjivih tvari s organizmom domaćinom (biljkom) dok za cijelo to vijeme odašilju kemijske signale koji suzbijaju imunosni sustav biljke.
Poznati su i slučajevi razvitka suradnje između organizama iste vrste. Ekstremni primjer predstavljaju slučajevi eusocijalnosti među društvenim insektima, kao što su pčele, termiti i mravi, kod kojih sterilni insekti hrane i čuvaju mali broj organizama u koloniji koji su sposobni za reprodukciju. Na još sitnijoj skali, somatske (tjelesne) stanice koje tvore tijela životinja ograničavaju svoju reprodukciju kako bi stabilnost organizma bila očuvana. Kada je organizam stabilan, on tada proizvodi mali broj životinjskih spolnih stanica kako bi stvorio potomstvo. U ovom primjeru somatske stanice odgovaraju na specifične signale koji im daju instrukcije kada da rastu, kada da zadrže postojeću veličinu ili kada da umru. Ako stanice ignoriraju te signale i razmnožavaju se bez svrhe, njihov nekontroliran rast uzrokuje malignu bolest rak.
Kooperacija unutar vrste može nastati i procesom selekcije srodnika u kojem jedan organizam djeluje kako bi zaštitio i podigao potomstvo srodnog organizma. Takva aktivnost biva prirodno odabrana zbog toga što ako organizam koji pomaže sadrži alele koje potiču aktivnost pomaganja, vjerojatno je da njegovi srodnici također posjeduju iste alele pa se zbog toga baš te alele nasljeđuju. Drugi procesi koji potiču kooperaciju uključuju grupnu selekciju kod koje koperacija donosi dobrobit za čitavu grupu organizama.

### Postanak vrsta ili specijacija
Specijacija je evolucijski proces u kojem se jedna vrsta (predak) dijeli u dvije ili više vrsta potomaka.
Postoji više načina kojima definiramo koncept "vrste". Izbor definicije ovisi o karakteristikama vrste koju opisujemo. Na primjer, neki koncepti vrste se lakše primjenjuju na organizme koji se spolno razmnožavaju dok se drugi više primjenjuju na aseksualnim oragnizmima. Iako su koncepti vrsta prilično raznoliki, mogu se svrstati u jedan od tri šira filozofska pristupa ili kriterija: križanje, ekologija, filogenetika. Koncept biološke vrste (KBV) je klasični primjer određivanja vrste po kriteriju križanja. Kako ga je definirao njemački evolucijski biolog Ernst Mayr 1942., KBV glasi "vrste su grupe populacija koje se stvarno ili potencijalno međusobno križaju i koje su reproduktivno izolirane od drugih takvih grupa". Unatoč tome što se ova definicija često i dugo koristi, KBV, kao i druge definicije nije bez kontroverzi – na primjer zato što se ne može primijeniti na prokariote, što nazivamo problem vrsta. Neki istraživači su pokušali stvoriti ujedinjujuću monoističku definiciju vrsta, dok su drugi usvojili pluralistički pristup i sugeriraju da možda postoje različiti načini logičkog interpretiranja definicije vrsta.
Nužno je postojanje reproduktivne izolacije između dvije populacije koje se seksualno razmnožavaju kako bi te populacije postale nove posebne vrste. Genski tok može usporiti ovaj proces proširujući genetske varijante i na ostale populacije. Ovisno o tome koliko daleko su dvije vrste otišle u procesu razdvajanja u odnosu na najbližeg zajedničkog pretka može još biti moguće stvaranje zajedničkog potomstva, kao što je slučaj s konjima i magarcima čijim križanjem možemo dobiti mazgu ili mulu. Takvi hibridi (križanci) su najčešće sterilni i ne mogu se dalje razmnožavati. U ovom slučaju blisko srodne vrste su se možda mogle redovno i uspješno međusobno pariti, ali križanci koji su tako nastali ne bivaju dalje selektirani i vrste ostaju razdvojene. Međutim, ponekad se križanjem bliskih vrsta dobiju križanci koji nisu sterilni, a tako stvorena nova vrsta može imati svojstva negdje između svojstava vrsta od kojih je nastala ili može imati kompletno nov fenotip. Važnost hibridizacije ili križanja u postanku novih vrsta životinja nije u potpunosti jasna iako je pojava opisana kod mnogo vrsta životinja. Poznati primjer koji je znanstveno detaljno obrađen je primjer sive žabe stablašice.
Postoje četiri geografska moda specijacije u prirodi, ovisno o opsegu izolacije jedne specijacijske populacije od druge: alopatrijska, peripatrijska, parapatrijska i simpatrijska. Specijacija može također biti inducirana umjetno, putem stočarstva, poljoprivrede ili laboratorijskih eksperimenata.
Instance specijacije su važne u teoriji isprekidane ravnoteže koja objašnjava obrasce kratkih eksplozija u fosilnom zapisu nakon kojih slijede relativno dugi periodi evolucijskog zastoja za koje vrijeme vrste ostaju relativno neizmijenjene. U ovoj teoriji specijacija i ubrzana evolucija su povezane i u kojoj prirodna selekcija i genski pomak djeluju najsnažnije na organizme koji su upravo u procesu specijacije u novim staništima ili unutar manjih populacija. Kao rezultat procesa u fosilnom zapisu iz perioda zastoja nalazimo isključivo fosilne ostatke populacije pretka budući da su organizmi koji se nalaze u procesu specijacije obično dio malih populacija ili zemljopisno ograničenih staništa pa bivaju rijetko očuvani u fosilnom obliku.

### Izumiranje ili ekstinkcija
Izumiranje je nestanak cijele jedne vrste. Izumiranje nije neobična pojava, obzirom na činjenicu da se nove vrste redovno pojavljuju i isčezavaju kroz proces izumiranja. Skoro sve životinjske i biljne vrste koje su ikad živjele na Zemlji su danas izumrle, a izumiranje je, čini se, konačna sudbina koja čeka sve vrste. Izumiranje se u kontinuitetu neprekidno odvija tijekom ukupne povijesti života na zemlji iako je stopa izumiranja imala momentalne skokove u trenucima masovnog izumiranja. Kredsko-paleogensko izumiranje za vrijeme kojeg su nestali svi dinosauri koji nisu bili ptice je najpoznatije masovno izumiranje, ali ranije masovno izumiranje na prijelazu iz perma u trijas je bilo znatno ozbiljnije i za njegovog trajanja izumrlo je 96% svih morskih vrsta.
Holocensko izumiranje je masovno izumiranje koje upravo traje, a povezano je sa širenjem ljudske vrste, kao dominantne vrste, širom zemaljske kugle tijekom zadnjih nekoliko tisuća godina. Trenutačna stopa izumiranja je 100 do 1000 puta veća u odnosu na pozadinsku stopu izumiranja i smatra se da bi čak do 30% trenutno živih vrsta moglo izumrijeti do sredine 21. stoljeća. Ljudsku aktivnost smatra se glavnim razlogom ovog masovnog izumiranja, a globalno zatopljavanje ga u budućnosti može još i dodatno ubrzati.
Iako se procjenjuje da je više od 99% vrsta koje su ikad živjele na Zemlji izumrlo, smatra se da na Zemlji ima bilijun živih vrsta od kojih je poznata i opisana samo jedna tisućina od 1% od ukupnog broja.
Uloga izumiranja unutar evolucije još uvijek nije dovoljno dobro sagledana i moguće je da ovisi o tome koja se vrsta izumiranja uzima u obzir. Uzroci kontinuiranog izumiranja "niskog intenziteta", koji čine veliku većinu ukupnog izumiranja, možda su posljedica nadmetanja za ograničene resurse među vrstama (princip isključivog natjecanja). Ako jedna vrsta u borbi za resurse pretekne drugu to bi moglo uzrokovati selekciju na nivou vrsta (makroevolucija) pri čemu prilagođenija vrsta koja ima veću sposobnost preživljavanja preživljava, dok druga vrsta, koja ostaje bez resursa potrebnih za preživljavanje, prisilno izumire. Pojave povremnih masovnih izumiranja su također važne, ali umjesto da djeluju kao faktor selekcije (prirodnog odabira), takve pojave drastično smanjuju raznolikost na neuobičajen način i potječu eksplozije ubrzane evolucije u populacijama preživjelih organizama.

## Podjela evolucijskih procesa i mehanizama
S obzirom na opseg promjena i određene karakteristike evolucijskih procesa, moguće je razlučiti više skupina evolucijskih mehanizama koji djeluju u neprekinutom evolucijskom nizu.
Prvu skupinu mehanizama koju čine mutacija, prirodni odabir, genski pomak i genski tok, a njihovo ukupno djelovanje nazivamo mikroevolucijom. Mikroevolucijski mehanizmi su oni koji djeluju na nivou organizma tj. populacije organizama i predstavljaju promjenu u frekvenciji alela koja se događa tijekom vremena unutar populacije. Drugu skupinu evolucijskih mehanizama čine mehanizmi specijacije, prirodnog odabira vrsta i isprekidane ravnoteže i njihovo ukupno djelovanje nazivamo makroevolucijom. Makroevolucija je u modernom smislu evolucija vođena prirodnim odabirom varijacija među vrstama, umjesto varijacijama unutar pojedine vrste kao u slučaju mikroevolucije.
Megaevolucija je pojam koji se u prošlosti koristio za opisivanje najdramatičnijih događaja u evolucijskoj povijesti. Međutim, nakon usvajanja novih definicija mikroevolucije kao procesa koji djeluju unutar vrste, na nivou populacija i organizama, ili u slučaju makroevolucije procesa na nivou vrsta, ali koji zajednički više nemaju direktne veze s magnitudom evolucijskih promjena, ovaj termin je većinom napušten.

## Empirijski nalazi koji potvrđuju teoriju evolucije
Za više informacija vidi članke Evolucija kao činjenica i teorija i Dokaz zajedničkog porijekla.
Već su Darwin, ali i drugi biolozi 19. stoljeća pronašli uvjerljive dokaze o biološkoj evoluciji pomoću komparativnih studija živih organizama i njihove zemljopisne distribucije, ali i kroz proučavanje fosilnih ostataka izumrlih organizama. Od Darwinovog vremena dokazi iz tih izvora su postali još jači i sveobuhvatniji, a nove discipline koje su se relativno nedavno pojavile – genetika, biokemija, fiziologija, ekologija, znanost o proučavanju ponašanja životinja (etologija) i posebice molekularna biologija – su isporučile snažne dodatne dokaze i detaljnu potvrdu ove znanstvene teorije. Dok je prikupljanje i izlaganje dokaza u Darwinovo vrijeme bio dugotrajan i mukotrpan postupak, a i sami dokazi su bili rijetki i teško dostupni, danas, koristeći tehnička dostignuća molekularne biologije, možemo direktno proučavati DNK i proteine bilo kojeg organizma što nam omogućava rekonstrukciju najsitnijih detalja evolucijske povijesti života. U 21. stoljeću jedino ograničenje u prikupljanju dodatnih direktnih dokaza u korist Teorije evolucije predstavlja problematično financiranje takvih istraživanja zbog činjenice da je znanstvena zajednica odavno prihvatila Teoriju evolucije kao znanstvenu činjenicu i ne smatra potrebnim daljnje rasipanje resursa s ciljem dodatnog dokazivanja. Naime, biolozi koji proučavaju evoluciju više se ne bave prikupljanjem dokaza nego pokušavaju iz već prikupljenih dokaza stvoriti nove znanstvene spoznaje.

### Fosilni zapisi
Paleontolozi su pronašli i proučavali fosilne ostatke tisuća živih bića koja su u prošlosti naseljavala Zemlju. Fosilni zapisi zorno prikazuju da su mnoge vrste izumrlih organizama morfološki prilično različite od onih koje susrećemo danas. Fosilni zapisi također pokazuju postepeni razvoj organizama i prelazak iz jednog oblika u drugi tijekom vremena koje se može precizno utvrditi kronostratigrafskim metodama, koje geološke slojeve i fosile koji se u njima nalaze stavljaju u precizan kronološki kontekst.
Kada živo biće ugine, njegovi ostaci obično bivaju uništeni od strane drugih živih bića ili prirodnih procesa poput djelovanja vremena i erozije. U rijetkim slučajevima dijelovi tijela – pogotovo tvrdi i otporni poput oklopa i ljuski, zubi ili kostiju – se mogu očuvati tako što igrom slučaja ostanu zakopani u blato, mulj ili pijesak, odnosno na neki drugi način budu zaštićeni od utjecaja strvinara i prirodnih sila i vremena. Naposljetku, kroz procese petrifikacije i sedimentacije bivaju okamenjeni te postaju dijelom stijene koja je nastala naknadnim taloženjem slojeva tla. Metodama poput radiometrijskog određivanja starosti stijena - gdje mjerimo količinu prirodnih radioaktivnih izotopa koji su preostali u nekom mineralu da bi pomoću njih utvrdili vrijeme koje je prošlo od njihova formiranja - možemo procijeniti starost stijena, a time i fosila koji se u tim stijenama nalaze.
Radiometrijsko određivanje starosti stijena pokazuje da je Zemlja formirana prije otprilike 4.5 milijardi godina. Najraniji fosili su mikroorganizmi poput bakterija i cijanobakterija (modro-zelene alge). Najstariji od njih se pojavljuju u stijenama starim 3.5 milijardi godina iz doba Arhaika. Najstariji poznati životinjski fosili, stari oko 700 milijuna godina, iz geološkog razdoblja Ediakarija su fosili cjevastih i listolikih organizama mekih tijela. Brojni fosili koji pripadaju i danas živućim koljenima sa zamjetnim mineralnim skeletom pojavljuju se u stijenama starim 540 milijuna godina u doba Kambrija. Ti organizmi su drugačiji od onih koje nalazimo danas i od onih koji su živjeli u međuvremenu. Neki od njih su radikalno drugačiji tako da su znanstvenici morali stvoriti nova taksonomska koljena kako bi ih mogli klasificirati. Prvi kralježnjaci su se pojavili prije 400 milijuna godina, a fosile prvih sisavaca nalazimo prije manje od 200 milijuna godina. Povijest života zabilježena fosilima u slojevima stijena predstavlja uvjerljiv dokaz o istinitosti teorije evolucije.
Fosilni zapisi nisu potpuni. Od vrlo malog broja organizama koji su očuvani u obliku fosila, još manji broj je pronađen, iskopan i proučavan. Međutim, u nekim slučajevima postepeni razvoj oblika tijekom vremena je detaljno rekonstruiran. Takav je slučaj s evolucijom konja. Konja evolucijski, kroz fosilne zapise, možemo direktno povezati sa životinjom veličine psa koja je imala nekoliko prstiju na svakoj nozi i zube prilagođene brštenju. Ta životinja, koju danas nazivamo prakonj Hyracotherium, živjela je prije 50 milijuna godina. Suvremeni oblik, moderni konj roda Equus, je puno veći, ima jedan prst na nozi kojeg zovemo kopito, a zubi su mu prilagođeni napasanju trave. Prijelazni oblici su jako dobro očuvani u obliku fosila, kao i mnoge druge vrste izumrlih konja koji su se razvijali u drugim smjerovima, ali u konačnici nisu ostavili živo potomstvo.
Pomoću pronađenih fosila paleontolozi su rekonstruirali i radikalne slučajeve evolucijskih prijelaza u formi i funkciji. Primjerice, donja čeljust reptila odnosno gmazova sastoji se od nekoliko kostiju, a sisavci imaju samo jednu. Višak kostiju koje nalazimo u donjoj čeljusti reptila i dalje možemo naći u današnjih sisavaca, ali se ne nalaze više u čeljusti, već su to kosti srednjeg uha sisavaca i imaju funkciju u slušnom aparatu tih životinja. Isprva, takva promjena se čini nevjerojatnom - teško je zamisliti kakvu bi funkciju, pogotovo korisnu, takve kosti imale tijekom prijelaznih oblika života između reptila i sisavaca. Međutim, paleontolozi su otkrili fosile prijelaznih oblika gmazova koji nalikuju na sisavce, a koje zovemo terapsidi. Ključna razlika u izgledu lubanje između terapsida i dotadašnjih gmazova je u funkcionalnoj vezi s intenzivnijom obradom hrane, što znači da terapsidi nisu samo gutali hranu, kako to rade gmazovi, već su je obrađivali čeljustima, što im je omogućavalo bolju i bržu probavu. Naime, terapsidi su imali čeljust sastavljenu iz dva dijela što im je omogućavalo bolju pokretljivost čeljusti – u jednom dijelu se nalaze kosti koje nalazimo i u čeljusti sisavca, a u drugom nalazimo kosti koje će naposljetku postati čekić i nakovanj koje nalazimo u srednjem uhu suvremenih sisavaca. To je bio vrlo bitan uvjet za razvijanje aktivnog načina života koji je karakteristika sisavaca koje danas slobodno možemo smatrati jedinim preživjelim terapsidima.

##### Evolucija čovjeka u fosilnim zapisima
Za skeptične suvremenike Charlesa Darwina borbeni poklič je bila fraza "Karika koja nedostaje" koja označava navodno očigledan nedostatak fosilnih ostataka prijelaznih oblika između velikih čovjekolikih majmuna (Hominidi) i čovjeka (Homo) ili drugih kritičnih prijelaznih oblika, te je od tada u uporabi od strane neinformiranih i površnih osoba svih nacija i religija u smislu diskreditacije Teorije evolucije. Međutim, pronađen je ne jedan, nego mnogi fosili prijelaznih oblika između različitih oblika života pa tako i prijelazni oblici između velikih čovjekolikih majmuna i ljudi koji zorno dokumentiraju evoluciju čovjeka. Najstariji poznati fosili hominina, primata koji pripada ljudskoj lozi nakon što se odvojila od loze kojoj pripadaju veliki čovjekoliki majmuni, stari su 6-7 milijuna godina, dolaze iz Afrike i poznati su po imenima Sahelanthropus tchadensis i Orrorin tugenensis (pod zajedničkim imenom praeanthropus), a bili su predominantno bipedalni kad su se kretali po tlu i imali su vrlo mali mozak. Ardipithecus je živio prije 4.4. milijuna godina, također u Africi.
Brojni fosilni ostaci različitog afričkog porijekla poznati su pod zajedničkim imenom australopitek, koji je bio hominin koji se pojavio prije 3 do 4 milijuna godina. Australopiteci su bili uspravni, poput čovjeka, ali im je volumen lubanje bio mali – samo 500 cm3 (otprilike odgovara masi od 500g), što je usporedivo sa suvremenim gorilom ili čimpanzom, otprilike trećinom volumena mozga odraslog čovjeka. Australopitek je imao istovremeno karakteristike ljudi i majmuna – nisko čelo i izduženo majmunoliko lice, ali sa zubima u proporciji sličnoj onoj u ljudi. Drugi rani hominini, koji su dijelom kontemporalni s australopitecima uključuju Kenyanthropusa i Paranthropusa, stvorenja također relativno malih mozgova, iako su neke vrste parantropa imali veće tijelo. Parantrop danas predstavlja još samo postraničnu izumrlu lozu hominina. Zajedno s povećanjem volumena lubanje na više od 600 cm3, u Homo habilisa, koji je živio prije 1,5 do 2 milijuna godina u Africi nalazimo sve više ljudskih karakteristika, kao i u Homo erectusa, koji je prije 0,5 do više od 1,5 milijuna godina tumarao područjima Afrike, Azije i Europe, a imao je volumen lubanje od 800 do 1000 cm3 (težine mozga od 800 - 1100g). Volumen mozga H. ergastera, H. antecesora i H. heidelbergensisa su bile usporedive s volumenom lubanje H. erectusa i bili su djelomično suvremenici, iako su živjeli na različitim krajevima istočne hemisfere.

### Anatomske sličnosti i nesavršenost građe živih bića
Kosturi kornjača, konja, ljudi, ptica i šišmiša su na prvi pogled iznenađujuće slični, unatoč potpuno različitim načinima života i raznolikom okolišu u kojem te životinje žive. Neporeciva sličnost njihovih skeletalnih struktura, kad uspoređujemo broj i raspored pojedinih kostiju, može se lako uočiti ne samo na primjeru prednjih udova (ruke, noge, peraje, krila i sl.) već i u drugim dijelovima tijela.
Komparativna anatomija proučava podudarnosti ili homologije u anatomskoj građi različitih organizama. Podudarnost u anatomskim strukturama je tipično vrlo velika među bliskim i srodnim organizmima - primjerice među različitim vrstama ptica pjevica – ali postaje sve manja kako su organizmi koje uspoređujemo sve manje srodni u odnosu na njihovu evolucijsku povijest. Može se uočiti da su sličnosti manje između ptica i sisavaca nego među samim sisavcima, a još su manje među sisavacima i ribama. Sličnosti u tjelesnoj građi nisu samo pojavna manifestacija evolucije nego pomažu i u rekonstrukciji filogenije i evolucijske povijesti organizama.
Komparativna anatomija također otkriva zašto većina živih struktura nije savršena. Poput prednjih udova kornjača, konja, ljudi, ptica i šišmiša, ni drugi dijelovi tijela nekog organizma nisu savršeno prilagođeni uporabnim uvjetima jer je njihov suvremeni oblik nastao modifikacijom postojeće, naslijeđene strukture, a nije bio namjenski projektiran, konstruiran, odnosno dizajniran ab ovo za točno određenu namjenu, bez ikakvih prethodnih referenci.
Primjerice, ako se razmotri struktura prednjih udova navedenih životinja, koja se sastoji od fundamentalno uvijek istih kostiju, s manjim varijacijama u proporciji i dimenzijama, potpuno je neočekivano da reciklirajući jednaku anatomsku strukturu kornjače uspijevaju toliko dobro plivati, konj kasati, čovjek pisati, a ptica i šišmiš letjeti.
Ekstremni primjer anatomske nesavršenosti je i povratni grkljanski živac (lat. nervus laryngeus recurrens), ogranak vagusa, koji u tijelu žirafe prevaljuje put od 4.6 metara od mozga niz vrat pa oko lijeve aorte i onda opet natrag do grkljana gdje ima funkciju upravljanja glasnicama. Mozak i grkljan žirafe su inače udaljeni samo desetak centimetara, a razlozi ovakvom ekstremnom skretanju su čisto evolucijske naravi. Naime u ribolikih predaka današnjih kopnenih kralježnjaka (nadrazred Tetrapoda) putanja živca bi bila direktna i vodila bi od mozga, prolazila neposredno uz srce pa ravno do škrga, kao što to je to slučaj u modernih riba. Međutim, tijekom evolucije, kako se vrat predaka žirafe sve više produljivao, a srce bilo smještano sve niže u tijelu i povratni grkljanski živac se malo po malo produljivao kako bi se prilagodio anatomskoj promjeni te je na kraju naprosto završio s "krive" strane srca, što je pak rezultiralo kružnom putanjom koju primjećujemo danas.
U praktičnom smislu, dobar inženjer bi bio u stanju konstruirati bolje prilagođene udove za svaki navedeni primjer životinjskog kretanja ili lokomocije, odnosno predvidjeti direktniju putanju povratnog grkljanskog živca. Ali ako prihvatimo da su sve navedene životinje naslijedile svoju strukturu kostiju od zajedničkog pretka i da su poprimile današnji oblik isključivo tako da su se, podvrgnute procesu evolucije, postepeno prilagođavale različitom načinu života, tek tada sličnost njihovih anatomskih struktura ima smisla.
Ta nesavršenost anatomskih struktura živih organizama je uvjerljiv dokaz koji ide u prilog evoluciji, a suprotstavlja se antievolucijskim teorijama koje kao argument spominju takozvani inteligentni dizajn.

### Embrionalni razvoj i zakržljali organi
Sam Darwin kao i njegovi sljedbenici su našli dokaze koji idu u prilog Teoriji evolucije i unutar embriologije, znanstvene discipline u čijem su fokusu živa bića u stadiju embrija, početnoj razvojnoj fazi života koja proučava razvoj organizama od oplođene jajne stanice do trenutka rođenja ili izlijeganja iz jaja. Svi kralježnjaci, od riba preko guštera do čovjeka, u ranom embrionalnom razvoju razvijaju se zapanjujuće slično, a onda tijekom vremena, kako se embrio razvija i dozrijeva, zamjećuje se sve više razlika. Tih sličnosti između embrija ima više i očitije su što su organizmi čiji se embriji proučavaju srodniji (na primjer embriji čovjeka i majmuna), a manje ako su organizmi različiti (na primjer embriji čovjeka i morskog psa). Može se zaključiti da zajednički obrasci razvoja reflektiraju evolucijsku bliskost. Embriji guštera i ljudi dijele razvojne obrasce naslijeđene od njihovog dalekog zajedničkog pretka – razvojni obrasci oba organizma su izmijenjeni samo utoliko što su se nakon razdvajanja do tada zajedničke loze sojevi guštera i ljudi razvijali u različitim smjerovima. Istovjetna faza razvoja embrija čovjeka i guštera reflektira ograničenja nametnuta nasljeđivanjem od istog zajedničkog pretka koje sprječava sve one promjene koje nisu uvjetovane njihovim različitim načinima života i drugačijim okolišem u kojem žive.
Na embrijima ljudi i drugih kopnenih kralježnjaka možemo primijetiti škržne otvore iako nikad neće razviti škrge. Te otvore nalazimo na embrijima svih kralježnjaka iz razloga što dijele zajedničke pretke s ribama kod čijih su se embrija te anatomske strukrure prvi put razvile. Ljudski embrio do četvrtog tjedna razvoja ima razvijen rep, koji maksimalnu duljinu postiže negdje oko šestog tjedna. Slične embrionske repove nalazimo i kod drugih sisavaca poput pasa, konja i majmuna, ali kod ljudi taj rep se postepeno skraćuje, sve do svog rudimentarnog oblika, trtične kosti, u kojem ga nalazimo u zdjelici potpuno razvijene osobe.
Bliske evolucijske veze između organizama koji na prvi pogled doživljavamo potpuno različitima mogu se ponekad razaznati po njihovim embrionalnim homologijama. Vitičari, inače sjedilačke životinje, pripadaju koljenu Crustacea, što ih čini bliskim rođacima ostalih rakova, jastoga i škampa, što se nikako na prvi pogled ne bi moglo zaključiti jer su spomenuti člankonošci pokretne, a ne sjedilačke životinje i naizgled nemaju nikakve veze sa spomenutim vitičarima. Međutim, u svom razvoju vitičari prolaze kroz stadij larve koji se zove nauplius tijekom kojeg slobodno plivaju i koji je bez ikakve sumnje vrlo sličan ličinkama drugih rakova.
Rudimenti anatomskih cjelina vidljivi u embrionalnoj fazi, a koji se nikad u potpunosti ne razviju, poput škržnih otvora u ljudi, su uobičajeni kod svih vrsta životinja. Međutim, neki od njih, poput zakržljalog repa u ljudi, mogu zaostati i u zreloj fazi organizma kao podsjetnik na evolucijsko porijeklo. Najpoznatiji takav rudimentarni, zakržljali organ je slijepo crijevo ili crvuljak (lat. appendix vermiformis). Ovaj crvoliki organ se nalazi na kratkom početku debelog crijeva zvanom cecum. Ljudski crvuljak je zakržljao i nema nikakvu funkciju dok je u drugih životinja, poput zečeva i drugih biljojeda to potpuno razvijen organ sa značajnom probavnom funkcijom. Naime u njih veliki cecum i crvuljak pohranjuju biljnu celulozu kako bi omogućili njenu probavu pomoću bakterija. Osim crvuljka možemo navesti i druge primjere poput zakržljalih nogu koje nalazimo u zmija koje su nastale od guštera kao i u kitova koji su nastali od kopnenih sisavaca. U svakom slučaju, zakržljali organi su primjeri nesavršenosti koje vidimo u anatomskim strukturama mnogih organizama koji invalidiraju teorije kreacionizma i Inteligentnog dizajna, ali su pojave potpuno razumljive ako ih promatramo kao rezultate evolucije.

### Biogeografija
Darwin je vidio potvrdu svoje teorije o evoluciji i u zemljopisnoj rasprostranjenosti biljaka i životinja, a kasnije spoznaje su još više učvrstile njegova opažanja. Primjerice, na svijetu postoji oko 1500 poznatih vrsta vinske mušice (lat. Drosophila). Skoro jedna trećina od ukupnog broja žive na Havajima i nigdje drugdje, iako je ukupna površina arhipelaga manja od jedne dvadesetine površine Njemačke. Također, na Havajima postoji više od 1000 vrsta puževa i drugih kopnenih mekušaca koji ne žive nigdje drugdje. Ova neuobičajena raznovrsnost se može jednostavno objasniti evolucijom. Naime, Havajsko otočje je ekstremno izolirano i imalo je jako mali broj kolonizatorskih vrsta – biljaka i životinja koji su na Havaje dospjeli s drugih mjesta na kojima su imale značajnije populacije. Kako na otočku prije njihovog dolaska nije bilo drugih kopnenih živih vrsta, jer su Havaji vulkanskog porijekla i kao takvi su doslovno izronili iz mora u relatvno kratkom geološkom periodu, vrste koje su na Havaje dospjele na njima su naišle na veliki broj slobodnih ekoloških niša. U takvim izoliranim lokalnim ekosustavima te nove vrste su se mogle slobodno razvijati jer nije bilo konkurentnih vrsta kao ni grabežljivaca koji bi ih spriječili da se množe. U takvim uvjetima došlo je do ubrzane diverzifikacije, procesa koji je omogućio da se popune sve dostupne ekološke niše, a kojeg nazivamo adaptivna radijacija.
Svaki od svjetskih kontinenata ima svoju zasebnu zbirku biljnog i životinjskog svijeta. Tako u Africi imamo nosoroge, nilske konje, lavove, hijene, zebre, žirafe, lemure, majmune s uskim nosevima i repovima koje ne mogu omatati oko grana drveća, čimpanze i gorile. Južna Amerika, koja se proteže na istim zemljopisnim širinama kao i Afrika nema ni jednu od ovih životinja. Umjesto njih, u Južnoj Americi nalazimo pume, jaguare, tapire, ljame, rakune, oposume, armadile kao i majmune sa širokim nosevima i velikim repovima koje mogu omotati oko grana drveća po kojima se penju.
Ovakva biogeografska ćudljivost nije uzrokovana isključivo prilagođenošću životinja točno određenim životnim okolišima. Nema razloga da pomislimo da južno američke životinje nisu dobro prilagođene životu u Africi ili one afričke životu u Južnoj Americi. Havajsko otočje nije ništa pogodnije za život vinskih mušica od ostalih pacifičkih otoka, niti su manje gostoljubivi od drugih dijelova svijeta za mnoge organizme koje na njima ne nalazimo. Zapravo, iako ni veliki sisavci nisu starosjedioci na Havajskom otočju, svinje i koze tamo uspješno preživljavaju, čak i kao posve divlje životinje, te se uspješno množe sve od kada su ih na otok dovezli ljudi. Ovakva odsutnost mnogih živih vrsta iz gostoljubivog okoliša u kojem uspijevaju neobični varijeteti drugih vrsta može se lako objasniti evolucijom, koja pretpostavlja da vrste mogu postojati i evoluirati samo u zemljopisnim područjima koja su već kolonizirana od strane njihovih predaka.

### Molekularna biologija
Molekularna biologija nam donosi do sada najdetaljnije i najuvjerljivije dokaze o ispravnosti Teorije evolucije. Otkrićem DNK i razumijevanjem njene prirode, kao i razumijevanjem prirode živih organizama na nivou enzima, bjelančevina i drugih molekula, molekularna biologija je pokazala da spomenute molekule sadržavaju informacije o porijeklu samih organizama kojih su integralni dio. Ovo je omogućilo rekonstrukciju događaja u evoluciji koji su prethodno bili nepoznati, kao i potvrdu ili prilagodu već poznatih saznanja o evoluciji. Preciznost rekonstrukcije evolucijskih događaja je ključni faktor koji dokaze iz polja molekularne biologije čini toliko značajnim. Drugi razlog je potvrda, na molekularnom nivou, Darwinove hipoteze o zajedničkom porijeklu svih živih organizama po kojoj su svi živi organizmi, od bakterije do čovjeka, povezani po podrijetlu od zajedničkog pretka.
U molekularnim komponentama živih organizama se susreće izražena uniformnost, kako u prirodi tih komponenata, tako i u načinu po kojem su te komponente sklopljene i iskorištene. U svim bakterijama, biljkama, životinjama, a time i ljudima, DNK se sastoji od različitih sekvenci ili slijedova uvijek istih četiriju nukleotida, a svi proteini su građeni od različitih kombinacija 20 aminokiselina, iako samih aminokiselina postoji nekoliko stotina. Genetički kod koji povezuje informacije unutar DNK u jezgri stanice s proteinima je u većini živih vrsta potpuno jednak. Slične metaboličke puteve i biokemijske reakcije, nalazimo u najrazličitijim organizmima, što ponovo potvrđuje teoriju evolucije.
Ovakvo zajedništvo u istovjetnosti molekularnih struktura života otkriva, i posve sigurno naznačava, genetički kontinuitet i jedinstveno porijeklo svih živih organizama. Ne postoji ni jedno drugo racionalno objašnjenje takve istovjetnosti osnovnih molekularnih struktura živih bića. Genetički kod nam može poslužiti kao primjer. Svaki triplet nukleotida DNK kodira uvijek istu aminokiselinu u većini živih organizama. Ovakva posljedična veza nije ništa nužnija nego što je u bilo kojem jeziku nužno da baš određena kombinacija slova predstavlja točno određeni predmet. Kad bi se utvrdilo da točno određene sekvence slova – npr. "planet", "žena", "drvo" – i u različitim knjigama imaju uvijek isto značenje, mogli bi biti sigurni da jezici na kojima su te knjige napisane, ako već nisu isti, sigurno imaju zajedničko podrijetlo.
DNK, RNK i proteini su dugačke molekule koje sadrže informaciju u sekvencama vlastitih komponenata na sličan način na koji rečenice hrvatskog jezika sadržavaju informaciju u sekvencama svojih slova i riječi. Sekvence koje tvore gene se prenose s roditelja na potomstvo neizmijenjene, osim u rijetkim slučajevima kada se promjene dogode zbog mutacija. Kao ilustraciju, možemo zamisliti da uspoređujemo sadržaj dvije knjige. Obje knjige imaju 200 stranica i sadrže isti broj poglavlja. Ako ih pobliže promotrimo, otrivamo da su knjige identične, od riječi do riječi, osim u rijetkim slučajevima, recimo jednom u 1000 riječi, kada je pojedina riječ drugačije napisana. U tom slučaju možemo zaključiti da je praktično nemoguće da su te dvije knjige neovisno napisane. Ili je jedna prepisana od druge ili su obje prepisane, direktno ili indirektno, od neke treće originalne knjige. Slično je i s genetskim kodom. Ako svaki nukleotid DNK gledamo kao jedno slovo, kompletna sekvenca nukleotida unutar DNK nekog složenijeg organizma bi ispunila nekoliko stotina knjiga sa stotinama stranica te s nekoliko tisuća slova na svakoj stranici. Kada usporedimo takve "stranice", koje predstavljaju sekvence nukleotida, u tim "knjigama", koje predstavljaju različite žive organizme, uvelike istovjetan poredak slova na svakoj pojedinoj stranici pruža neoboriv dokaz o zajedničkom podrijetlu živih organizama.
Dva upravo predstavljana argumenta su zasnovana na različitim principima, iako oba govore u korist evolucije. Koristeći analogiju s abecedom, prvim argumentom dokazujemo da jezici koji koriste isti rječnik, odnosno analogno, isti genetski kod i uvijek istih 20 amino kiselina, ne mogu biti neovisnog porijekla. Drugi argument koji opisuje sličnosti u sekvencama nukleotida unutar DNK, a time i sekvencama aminokiselina u proteinima, nam dokazuje da knjige s vrlo sličim tekstom također ne mogu biti neovisnog porijekla.
Dokazi o evoluciji koji su otkriveni primjenom molekularne biologije idu još dalje jer stupanj sličnosti u sekvencama nukleotida ili aminokiselina može biti iznimno precizno kvantificiran. Primjerice, u ljudi i čimpanza, molekula proteina citokroma C, koji služi u vitalnoj funkciji stančnog disanja, sastoji se od uvijek istovjetno poredanih lanaca 104 aminokiseline. Međutim, razlikuje se od citokroma C rezus majmuna u jednoj aminokiselini, od citokroma C u konja u dodatnih 11 aminokiselina, a od onog u tune u dodatnoj 21 aminokiselini. Može se zaključiti da stupanj molekularne sličnosti DNK različitih organizama odražava vremensku i generacijsku udaljenost od zajedničkog pretka. Zbog toga se pretpostavke iz komparativne anatomije i drugih disciplina koje se bave evolucijom i poviješću evolucije mogu testirati ispitivanjem nukleotidnih sekvenci DNK i aminokiselinskih sekvenci proteina.
Pouzdanost ovakve vrste testova je neupitna. Svaki od tisuća gena i tisuća proteina sadržanih u organizmu omogućava neovisni test evolucijske povijesti tog organizma. Svi mogući testovi još uvijek nisu obavljeni, ali ih je obavljeno na tisuće i ni jedan od njih nije proizveo ni jedan jedini dokaz koji bi bio u suprotnosti s Teorijom evolucije. Vjerojatno ni jedna druga pretpostavka iz bilo kojeg područja znanosti nije bila ovoliko detaljno testirana i temeljito potvrđena kao Teorija evolucije i zajedničkog podrijetla svih živih organizama.

## Vanjske poveznice
|  | Zajednički poslužitelj ima još gradiva o temi evolucija |
|  | Wječnik ima rječničku natuknicu evolucija               |
|  | Wikicitati imaju zbirke citata o temi Evolucija         |

- (engl.) Darwin Correspondence Project
- (engl.) Understanding Evolution: History, Theory, Evidence, and Implications.  Arhivirana inačica izvorne stranice od 26. kolovoza 2012. (Wayback Machine)
- (hrv.) Kako evolucija funkcionira? (animirani kratki video s hrvatskim titlom)
- (engl.) The Longest-Running Evolution Experiment